# Österreichisch-Ungarische Artillerie

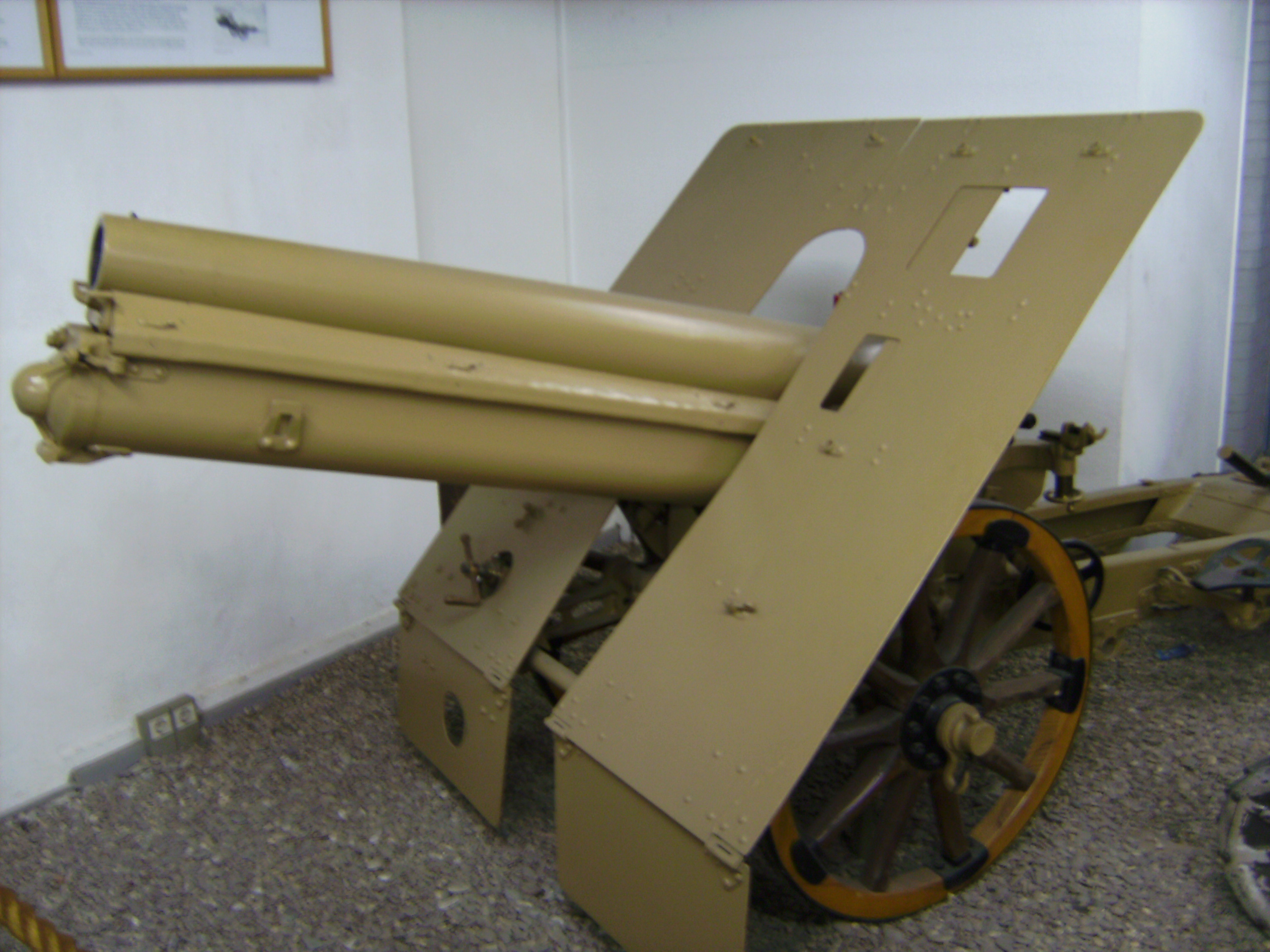
100-mm-SKODA-Gebirgskanone M 1916

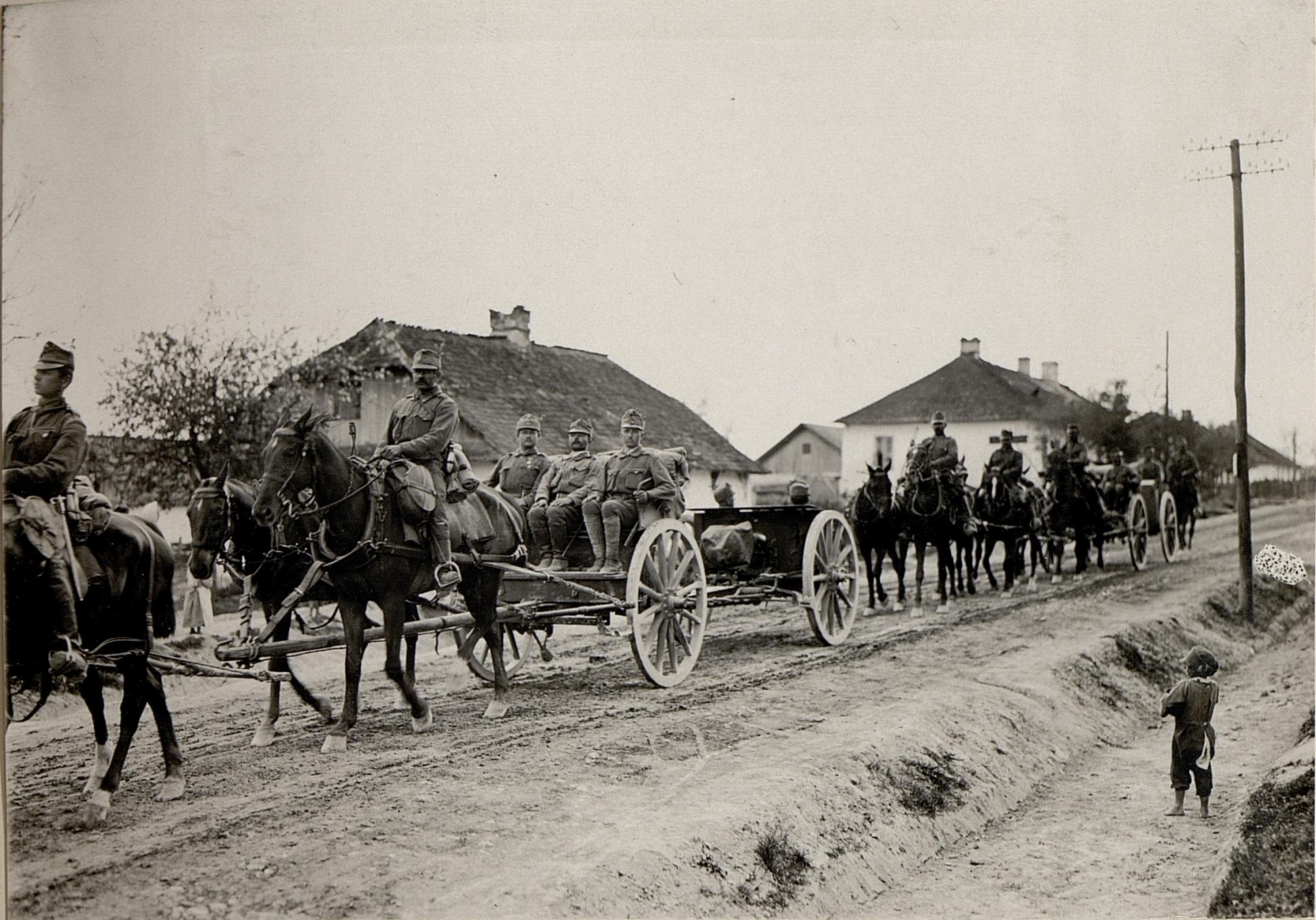
Feldartillerie auf dem Marsch

Die Artillerie war Teil der Österreichisch-Ungarischen Landstreitkräfte.

## Gliederung und Aufbau
Die Artillerie der gemeinsamen Armee bestand in Friedenszeiten aus folgender Gliederung:
- Feldartillerie
- Festungsartillerie[1]
- Gebirgsartillerie
- Technische Artillerie (Artillerie Zeugswesen)
- Artillerie-Schießschule

Weitere Teileinheiten waren die k.k. Landwehr-Artillerie, ausschließlich bestehend aus Feldartillerie mit acht Feldkanonenregimentern und acht Feldhaubitzdivisionen, sowie die k.u. (Honvéd) Artillerie, ebenfalls nur Feldartillerie mit acht Feldkanonenregimentern und einer Reitenden Artilleriedivision.
Zur k.u.k. Artillerie gehörten in der Friedenspräsenz folgende Einheiten:
- 42 Feldkanonen-Regimenter (Nr. 1 bis 42 zu je fünf Batterien – die Regimenter 2, 4, 7, 23, 26, 28, 32 und 40 hatten die 5. Batterie an die k.k. Landwehrartillerie abgegeben und verfügten daher nur über vier Batterien)
- 14 Feldhaubitz-Regimenter (Nr. 1 bis 14 zu je vier Batterien)
- 9 Reitende Artillerie-Divisionen (Nr. 1, 2, 4, 5, 6, 7, 9, 10 und 11 zu jeweils drei Batterien mit je vier Geschützen)
- 14 schwere Haubitz-Divisionen (Nr. 1 bis 14 mit jeweils zwei Batterien zu je vier Geschützen)
- 10 Gebirgsartillerie-Regimenter (Nr. 3, 4, 6, 7, 8, 10, 11, 12, 13 und 14 zu jeweils vier Gebirgskanonen- und zwei Gebirgshaubitzbatterien. Dazu eine selbstständige (Dalmatiner) Gebirgs-Kanonendivision zu zwei Batterien)
- 6 Festungsartillerie-Regimenter (Nr. 1 bis 6 – Nr. 4 bis 5 mit drei, die übrigen mit zwei Bataillonen)
- 10 selbstständige Festungsartillerie-Bataillone

Bei der Feldartillerie (wie auch beispielsweise beim Train) stand die Bezeichnung Division für einen Verband in Bataillonsstärke. Die Division als solche wurde Truppendivision genannt.

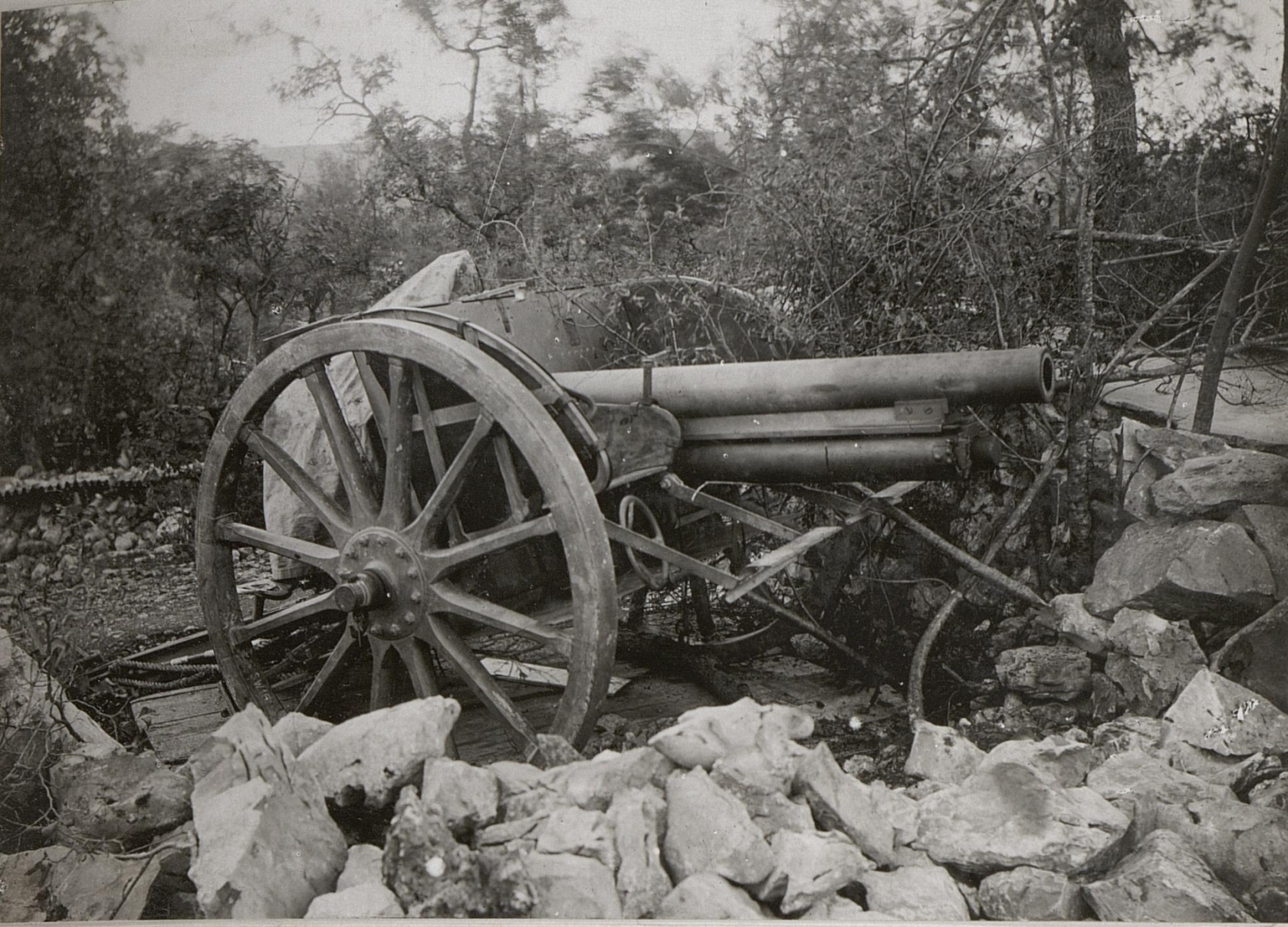
8-cm-Feldkanone M 5 in Stellung an der Isonzofront (1917)

## Feldartillerie
Artillerie Personalfriedensstand gemäß den organischen Bestimmungen von 1893 (Beispiele):

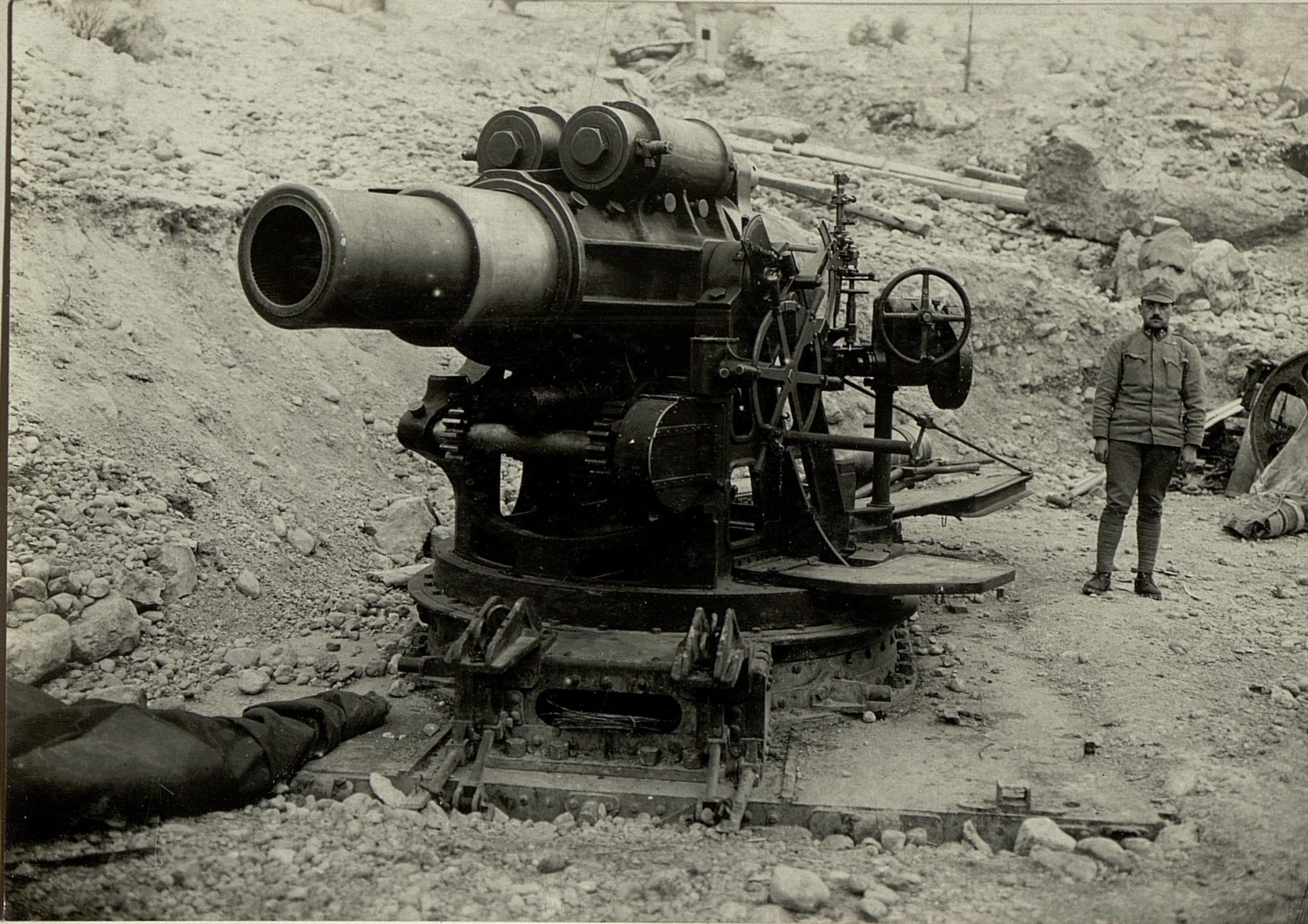
30,5-cm-Mörser M 11

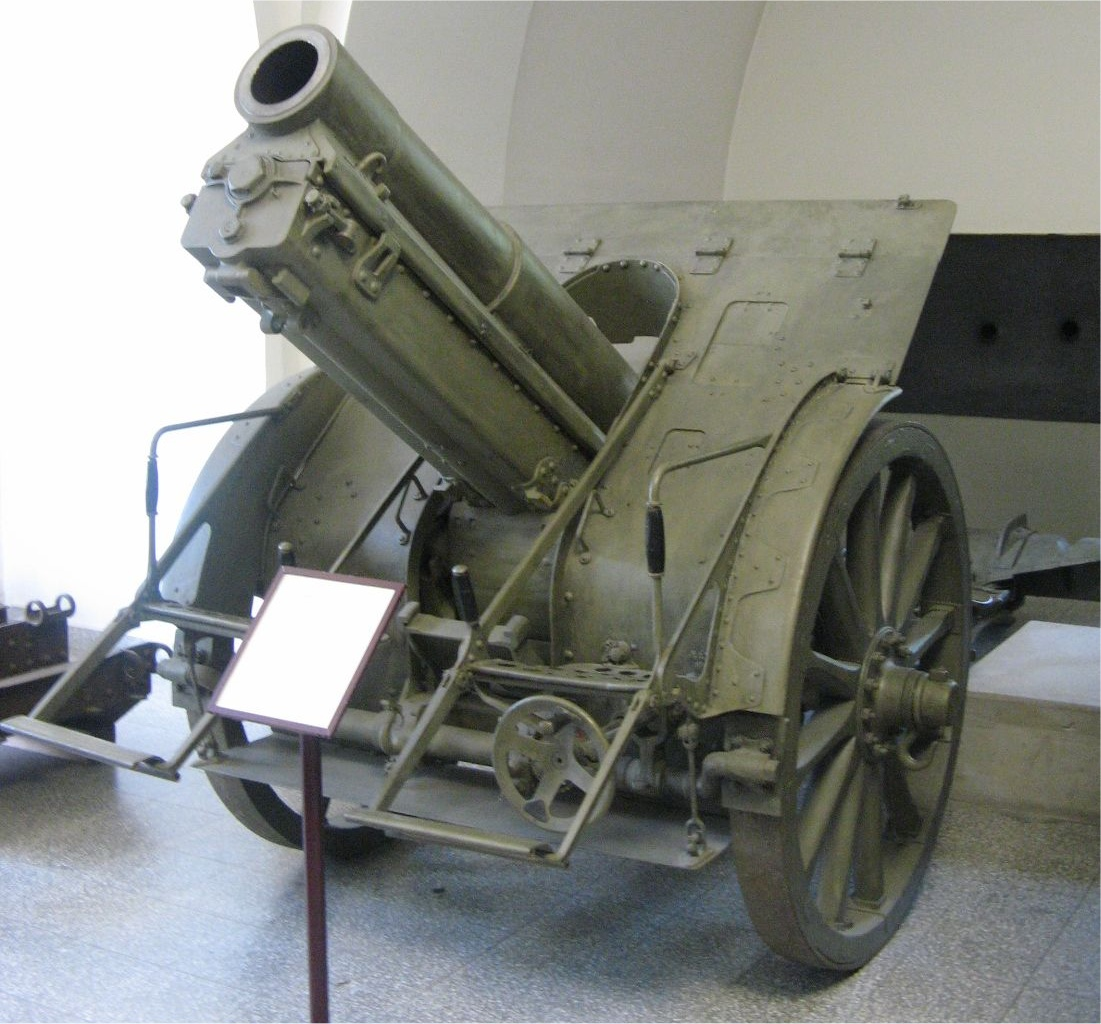
15-cm-Feldhaubitze M.14

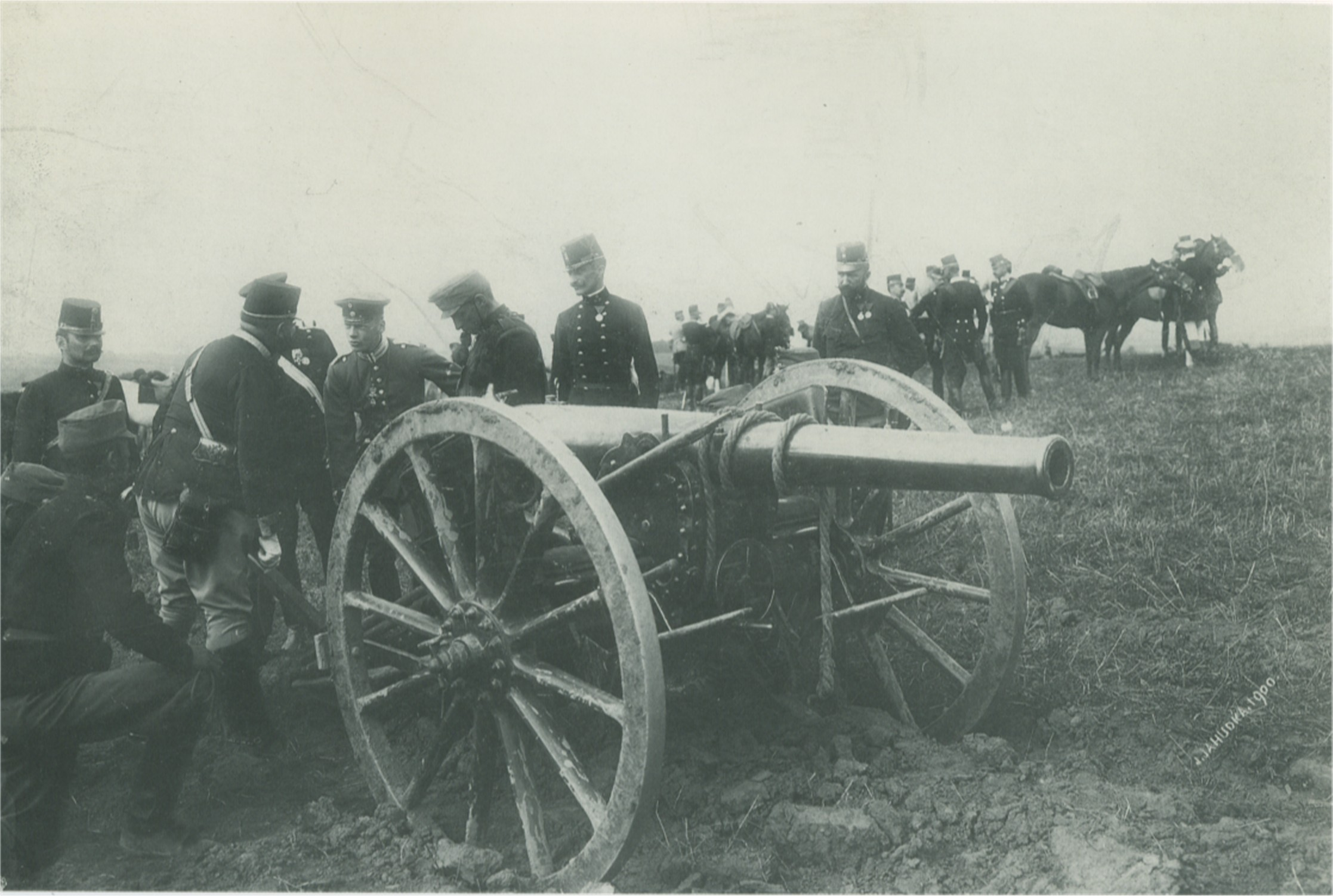
Feldartillerie mit 9-cm-Feldkanone M 75 im Manöver (um 1900)

| Stab und Stabsverbände eines Divisionsfeldartillerie Regiments | Stab und Stabsverbände eines Divisionsfeldartillerie Regiments |
| -------------------------------------------------------------- | -------------------------------------------------------------- |
| 2 Stabsoffiziere                                               | 1 Regimentsadjutant (Subalternoffizier)                        |
| 1 Proviantoffizier (Subalternoffizier)                         | 1 Rechnungsführer (Subalternoffizier)                          |
| 1 Regimentsarzt                                                |                                                                |
| 1 Regimentstrompeter                                           | 1 Divisionstrompeter                                           |
| 6 Offiziersdiener                                              | 1 Rechnungshilfsarbeiter                                       |
| Gesamt: 6 Offiziere, 9 Mannschaften                            |                                                                |
| Divisions Feldartillerie Regiment Munitionsparkkader           |                                                                |
| 1 Hauptmann                                                    | 1 Oberleutnant                                                 |
| 1 Rechnungsunteroffizier                                       | 1 Zugsführer                                                   |
| 1 Korporal                                                     |                                                                |
| 1 Oberkanonier                                                 | 1 Unterkanonier                                                |
| 1 Oberfahrkanonier                                             | 1 Unterfahrkanonier                                            |
| 2 Offiziersdiener                                              |                                                                |
| Gesamt: 2 Offiziere 9 Mannschaften                             |                                                                |
| Divisions Feldartillerie Regiment Ersatzdepotkader             |                                                                |
| 1 Hauptmann                                                    |                                                                |
| 1 Rechnungsunteroffizier                                       | 1 Zugsführer                                                   |
| 1 Korporal                                                     |                                                                |
| 2 Oberkanoniere                                                | 2 Unterkanoniere                                               |
| 1 Oberfahrkanonier                                             | 1 Unterfahrkanonier                                            |
| 1 Offiziersdiener                                              |                                                                |
| Gesamt: 1 Offizier, 10 Mannschaften                            |                                                                |

| Stab und Stabsverbände eines Korps Feldartillerie Regiments | Stab und Stabsverbände eines Korps Feldartillerie Regiments |
| ----------------------------------------------------------- | ----------------------------------------------------------- |
| 2 Stabsoffiziere                                            | 1 Regimentsadjutant (Subalternoffizier)                     |
| 1 Regimentsarzt                                             | 1 Oberarzt                                                  |
| 1 Tierarzt                                                  |                                                             |
| 1 Hauptmann / Olt. Rechnungsführer                          | 1 Ll. Rechnungsführer                                       |
| 2 Rechnungshilfsarbeiter                                    | 1 Stabsführer                                               |
| 1 Regimentstrompeter                                        | 1 Divisionstrompeter                                        |
| 8 Offiziersdiener                                           |                                                             |
| Gesamt: 9 Offiziere, 13 Mannschaften                        |                                                             |
| Korps Feldartillerie Regiment – Munitionsparkkader          |                                                             |
| 1 Hauptmann                                                 | 2 Oberleutnants                                             |
| 1 Feuerwerker                                               | 1 Rechnungsunteroffizier                                    |
| 2 Zugsführer                                                | 2 Korporale                                                 |
| 2 Oberkanoniere                                             | 2 Unterkanoniere                                            |
| 3 Oberfahrkanoniere                                         | 1 Unterfahrkanonier                                         |
| 3 Offiziersdiener                                           |                                                             |
| Gesamt: 3 Offiziere, 17 Mannschaften                        |                                                             |
| Korps Feldartillerie Regiment – Ersatzdepotkader            |                                                             |
| 1 Hauptmann                                                 | 2 Oberleutnants                                             |
| 1 Feuerwerker                                               | 1 Rechnungsunteroffizie                                     |
| 2 Zugsführer                                                | 2 Korporale                                                 |
| 2 Oberkanoniere                                             | 2 Unterkanoniere                                            |
| 2 Oberfahrkanoniere                                         | 2 Unterfahrkanoniere                                        |
| 3 Offiziersdiener                                           | 1 Regimentsschmied                                          |
| 1 Kurschmied                                                | 2 Unterkanonier – Schmiede                                  |
| 1 Regimentssattler                                          | 3 Unterkanonier – Sattler                                   |
| 1 Regimentsschlosser                                        | 2 Unterkanonier – Schlosser                                 |
| 1 Regimentswagner                                           | 2 Unterkanonier – Wagner                                    |
| Gesamt: 3 Offiziere, 33 Mannschaften                        |                                                             |

| Schießende Verbände eines Feldartillerie-Rgts (4 Batterien): | Schießende Verbände eines Feldartillerie-Rgts (4 Batterien): |
| ------------------------------------------------------------ | ------------------------------------------------------------ |
| 4 Hauptleute                                                 | 12 Subalternoffiziere                                        |
| 4 Fähnriche                                                  | 8 Feuerwerker                                                |
| 4 Rechnungsunteroffiziere                                    | 12 Zugsführer                                                |
| 20 Korporale                                                 | 4 Batterietrompeter                                          |
| 16 Geschütz-Vormeister                                       | 16 Vormeister                                                |
| 48 Oberkanoniere                                             | 136 Unterkanoniere                                           |
| 48 Oberfahrkanoniere                                         | 64 Unterfahrkanoniere                                        |
| 1 Kurschmied                                                 | 2 Unterkanonier – Schmiede                                   |
| 4 Unterkanonier – Sattler                                    | 16 Offiziersdiener                                           |
| Gesamt: 16 Offiziere, 404 Mannschaften                       |                                                              |

## Festungsartillerie
Die Festungsartillerie war für den Artilleriedienst innerhalb der festen Plätze und für die Belagerungsgeschütze beim Angriff auf Festungen zuständig. Die Festungsartillerie gliederte sich in
| Der Regimentsstab:                                         | Der Regimentsstab:                        |
| ---------------------------------------------------------- | ----------------------------------------- |
| 1 Oberst als Regimentskommandant                           |                                           |
| 1 Regimentsadjutant (Oberleutnant)                         | 1 Proviantoffizier (Oberleutnant)         |
| 2 Regiments- bzw. Oberärzte                                | 1 Hauptmann / Oberleutnantrechnungsführer |
| 1 Leutnantrechnungsführer                                  | 2 Rechnungshilfsarbeiter                  |
| 1 Büchsenmacher                                            | 7 Offiziersdiener                         |
| Die Bataillonsstäbe:                                       |                                           |
| 3 Oberstleutnants / Majore als Bataillonskommandanten      | 3 Bataillonsadjutanten (Oberleutnants)    |
| 3 Bataillonstrompeter                                      |                                           |
| 6 Offiziersdiener                                          |                                           |
| Bei den zwölf Kompanien und drei Ersatzkompaniekadern:     |                                           |
| 15 Hauptleute                                              | 39 Subalternoffiziere                     |
| 12 Fähnriche                                               | 27 Feuerwerker                            |
| 15 Rechnungsunteroffiziere                                 | 54 Zugsführer                             |
| 12 Kompanietrompeter                                       | 54 Offiziersdiener                        |
| 66 Korporale                                               | 216 Vormeister                            |
| 336 Oberkanoniere                                          | 459 Unterkanoniere                        |
| Gesamt: 54 Offiziere, 1251 Unteroffiziere und Mannschaften |                                           |

## Flugabwehrartillerie
Kurz nach dem Kriegsbeginn wurden notwendigerweise die ersten Geschütze zur Flugabwehr modifiziert. Bevorzugt wurde die 8-cm-Feldkanone M5 verwendet. Die provisorischen, um 360° drehbaren Flugabwehrlafetten wurden dann durch festinstallierte Pivotlafetten ersetzt. Später kam das „8-cm-Luftfahrzeugabwehr-Kraftfahrgeschütz“ der Rheinischen Metallwaren- und Maschinenfabrik aus Düsseldorf auf LKw-Pritsche montiert, die „7,5-cm-Ballonabwehrkanone L/35 System Krupp“ auf Kraftwagen, Feldlafette oder Mittelpivotlafette montiert und die 6,5-cm-Ballonabwehrkanone L/35 System Ehrhardt auf LKW-Pritsche oder Feldlafette hinzu. Vereinzelt wurde auch die 7,5-cm-Gebirgshaubitze M 15 zur Flugabwehr eingesetzt.

## Organisation der Technischen Artillerie
Die Technische Artillerie umfasste das Artilleriezeugswesen sowie die Artillerieingenieure. Die wichtigsten Aufgaben des Artilleriezeugswesens war die Erzeugung und Beschaffung des für die Aufgaben der Artillerie unverzichtbaren Geschützmaterials, der Handfeuerwaffen, der Blankwaffen und der benötigten Munition. Ferner galt es, alles Material, soweit es sich unter der Obhut des Artilleriezeugswesens befand, zu verwalten und zu warten.
Zu den Anstalten des Artilleriezeugswesens gehörten:
- Das Artilleriearsenal in Wien mit der Artilleriezeugsfabrik (Artillerieerzeugungsstätte), dem Artilleriezeugsdepot (Magazin für alle hier im Arsenal gelagerten Materialien), der Artilleriezeugsabteilung (Bereitstellung von Aufsichtspersonal für Werkstätten und Magazine) und der Übernahmskommission. Das k.u.k. Heeresmuseum gehörte verwaltungsmäßig ebenfalls zum Artilleriearsenal. (Es ist dies der Vorläufer des heutigen Heeresgeschichtlichen Museums, das sich noch an derselben Stelle befindet.)
- Die Munitionsfabrik und das Artilleriezeugsdepot bei Wiener Neustadt, sowie die Pulverfabriken in Blumenau und Stein bei Laibach
- Die Artilleriezeugsdepots
- Die Artilleriezeugsfilialdepots

Das bei den Anstalten eingeteilte Personal setzte sich aus den Artillerieingenieuren, den Artilleriezeugsbeamten und der Artilleriezeugsmannschaft zusammen.

### Rangbezeichnungen der Ingenieure und Beamten
| Rang                              | Entsprechung   |
| --------------------------------- | -------------- |
| Artilleriegeneralingenieur        | Generalmajor   |
| Artillerieoberingenieur 1. Klasse | Oberst         |
| Artillerieoberingenieur 2. Klasse | Oberstleutnant |
| Artillerieoberingenieur 3. Klasse | Major          |
| Artillerieingenieur               | Hauptmann      |
| Artillerieingenieurassistent      | Oberleutnant   |

| Rang                                   | Entsprechung   |
| -------------------------------------- | -------------- |
| Artillerieoberzeugsverwalter 1. Klasse | Oberst         |
| Artillerieoberzeugsverwalter 2. Klasse | Oberstleutnant |
| Artilleriezeugsverwalter               | Major          |
| Artilleriezeugsoffizial 1. Klasse      | Hauptmann      |
| Artilleriezeugsoffizial 2. Klasse      | Hauptmann      |
| Artilleriezeugsoffizial 3. Klasse      | Oberleutnant   |
| Artilleriezeugsakzessist               | Leutnant       |

Artillerieoffiziere und Artilleriezeugsbeamte, die den höheren Artilleriekurs an der Technischen Militärakademie absolviert hatten, konnten zu Artillerieingenieuren aufsteigen. Diese wurden ausschließlich in den Fabriken und bei der Übernahmekommission eingesetzt. Die Gruppe der Artilleriezeugsbeamten bestand zu großen Teilen aus ehemaligen Unteroffizieren der Artillerie, welche eine Vorbereitungsschulung im Artilleriearsenal absolviert hatten. Sie wurden als Leiter der Artilleriezeugsdepots sowie als Feuerwerksmeister in den Laboratorien verwendet.
Die Mannschaft des Artilleriezeugswesens setzte sich zusammen aus:
- Unteroffizieren als Feuerwerker
- Zugsführer und Korporale – aus Meistern 1. und 2. Klasse im Feuerwerker- bzw. Zugsführerrang,
- sowie aus Ober- und Unterzeugskanonieren.

Die Unteroffiziere bildeten das Aufsichtspersonal in den Magazinen und Laboratorien, die Meister leiteten und überwachten die Werkstätten.

## Persönliche Bewaffnung der Artillerieangehörigen
Feld- und Gebirgsartillerie
- Kavallerieoffizierssäbel

für Offiziere und Fähnriche
- Pioniersäbel M.1862

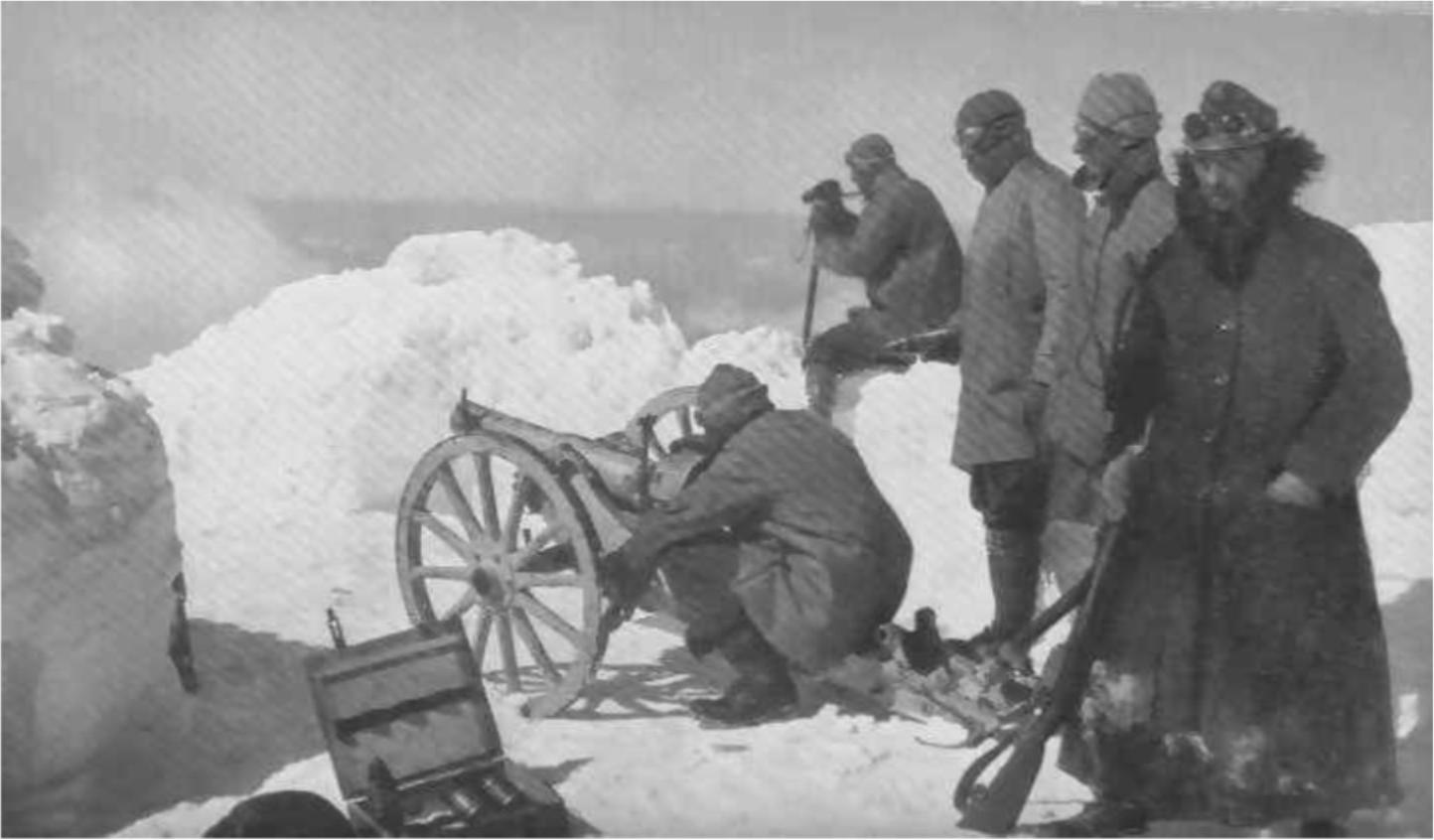
7-cm-Gebirgskanone M 99 im Einsatz im Hochgebirge

für Geschütz-Vormeister, Ober- und Unterkanoniere, Ober- und Unterfahrkanoniere (ausgenommen diejenigen, die bei Reitenden Batterien oder Kavalleriemunitionskolonnen eingesetzt waren), Regimentsschmiede, Regimentschlosser, Regimentssattler, Regimentswagner, Zugsführer, Korporale und Trompeter der Gebirgsbatterien und den Rechnungshilfsarbeiter der Gebirgsbatteriedivision.
- Kavalleriesäbel

für Feuerwerker, Rechnungsunteroffiziere und Kurschmiede (mit Ausnahme der bei den Reitenden Batterien und Kavalleriemunitionskolonnen eingeteilten), Zugsführer, Stabsführer, Korporale, Rechnungshilfsarbeiter und Trompeter (mit Ausnahme der bei den Reitenden Batteriedivisionen, Kavalleriemunitionskolonnen und Gebirgsbatterien eingeteilten).
- Kavalleriesäbel M.1877

für Mannschaften der Reitenden Batteriedivisionen und der Kavalleriemunitionskolonnen.
- Revolver

für Offiziere, Fähnriche, Feuerwerker, Zugsführer, Korporale und Trompeter. Des Weiteren auch für die Bedienungsmannschaft bei den Reitenden Batterien und den Kavalleriemunitionskolonnen – Geschütz-Vormeister, Vormeister, Ober- und Unterkanoniere.
- Gewehre (ohne Bajonett)

für die Ober- und Unterkanoniere und für die als Fahrer eingeteilten Ober- und Unterfahrkanoniere des Truppentrains der Divisions- und Korpsartillerieregimenter sowie der Reitenden Batteriedivisionen; ferner für die Geschütz-Vormeister, Vormeister, Ober- und Unterkanoniere der Divisions- und Korpsmunitionsparks, einschließlich der Kavalleriemunitionskolonnen.
Festungsartillerie
- Kavallerieoffizierssäbel

für Offiziere und Fähnriche
- Pioniersäbel

für Büchsenmacher, Rechnungshilfsarbeiter, Trompeter, Fahrkanoniere und Bandagenträger
- Kavalleriesäbel

für Feuerwerker und Rechnungsunteroffiziere, des Weiteren die bei der mobilen Belagerungstruppe und bei den Bespannungszügen eingesetzten Unteroffizieren.
- Gewehr (mit Bajonett)

für Zugsführer, Korporale, Vormeister, Ober- und Unterkanoniere. Hiervon ausgenommen sind die mit einem Säbel ausgerüsteten Unteroffiziere.
Technische Artillerie
- Kavalleriesäbel

Feuerwerker
- Pioniersäbel

für alle übrigen Unteroffiziere (Meister) und die Zeugskanoniere. Gewehre mit Bajonett wurden nur im Kriegsfalle ausgegeben.
- Degen M.1890

Technische Beamte des Artilleriezeugswesens

## Adjustierung der schießenden Truppe

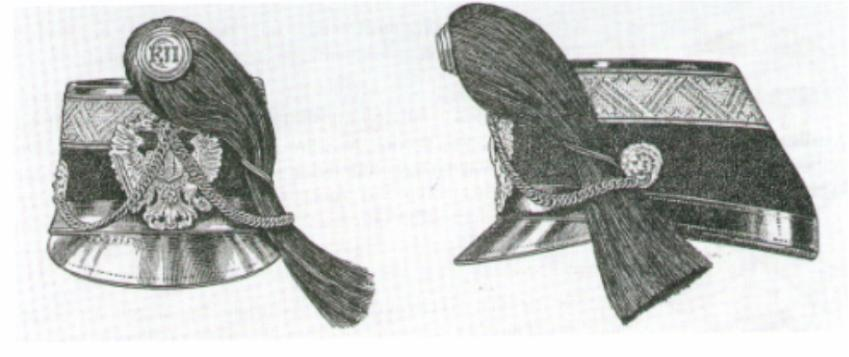
Artillerie-Tschako gem. k.u.k.-Montierungsvorschrift

Als Kopfbedeckung diente der Tschako, der nur im Frieden benutzt werden durfte (mit Ausnahme der Reitenden Batterien). Er wurde bei Paraden, bei Leichenbegängnissen, Alarmierungen, sowie im Ordonnanz- und Inspektionsdienst verwendet; außer Dienst: an Sonn und Feiertagen bzw. auf Befehl. Die Feld und Festungsartillerie trug am Tschako keine Rose, sondern einen schwarzen (für Trompeter roten) Rosshaarbusch. Dieser war 28 Zentimeter lang und von der Spitze des Tschakos nach der linken Seite auf das Ohr zu gelegt und mit einer sogenannten Panzerkette fixiert. Der Doppeladler war etwas kleiner als der der Infanterie; auf einem Brustschild befand sich die in Pakfong (Neusilber) geprägte Brigadenummer der Feldartillerie und die Bataillons- bzw. Regimentsnummer der Festungsartillerie. Dagegen war der Tschako der Technischen Artillerie gleich dem der Infanterie, das Brustschild auf dem Doppeladler zeigte ein „T“. Alle aus Messing gefertigten Teile des Mannschaftstschakos waren beim Offizierstschako vergoldet.
Die Feldkappe bestand aus lichtblauem (bei der Technischen Artillerie aus blaugrauem) Tuch mit verkleinerten Waffenrockknöpfen. Der Schnitt war gleich der der Infanterie.

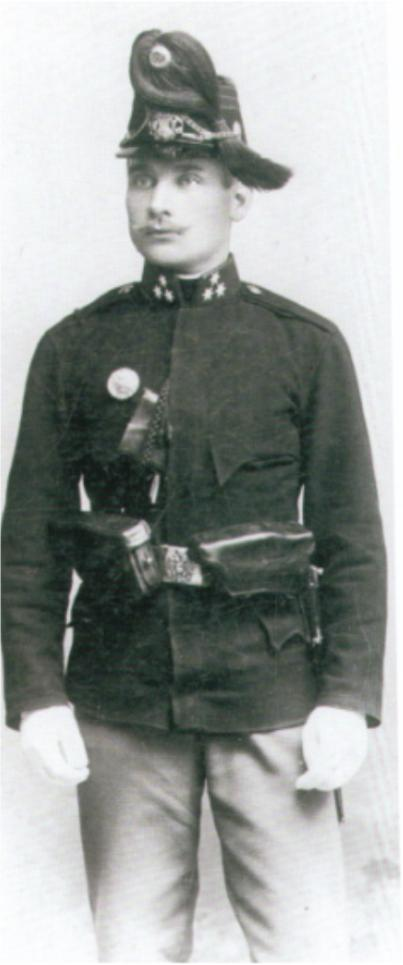
Zugsführer der Artillerie in der Feldbluse

Der Waffenrock war von dunkelbraunem Tuch mit Ärmelaufschlägen, Kragen, Achselwülsten und Achselspangen in scharlachroter Egalisierungsfarbe. Offiziers- und Mannschaftswaffenrock waren nach demselben Schnitt wie der Waffenrock der deutschen Infanterie ausgeführt. Weiterhin gab es Blusen aus braunem Tuch mit roten Parolis für Offiziere und Mannschaften. Die Offiziere hatten zusätzlich eine entsprechende Passepoilierung.
Beinkleidung und Schuhwerk bestanden bei der Feldartillerie für Mannschaften und Offiziere aus lichtblauen Stiefelhosen und Stiefel wie für die Dragoner vorgeschrieben. Dazu wurden Anschnallsporen verwendet.
Die Festungsartillerie trug lichtblaue Infanteriepalatons mit 5,3 Zentimeter breiten, scharlachroten Lampassen an den Seitennähten, dazu Halbstiefel.
Die Technische Artillerie hatte ebenfalls Pantalons im Infanterieschnitt, jedoch von blaugrauem Tuch und ohne Lampassen. Auch hier waren Halbstiefel vorgeschrieben.
Ein besonderes Adjustierungsstück der Artillerie war die sogenannte „Geschützaufsatzumhängeschnur“ für die Geschütz-Vormeister und Vormeister. Sie war aus roter Schafwolle gefertigt und bestand aus mehreren Schnüren mit fünf Schiebeballen. Sie war stets auf dem obersten Kleidungsstück zu tragen.

## Adjustierung der Technischen Artillerie

### Artillerieingenieure
Die Artillerieingenieure trugen als Kopfbedeckung einen Stulphut aus schwarzem Filz, dessen Krempe links und rechts hochgebogen war. Der Rand der Krempe war für die Oberoffiziersränge (XI., X., und IX. Rangklasse) mit einer 5,3 Zentimeter breiten Einfassung aus schwarzem Seidenband versehen. Beamte im Stabsoffiziersrang (Rangklasse VII, VII, und VI) trugen auf der Krempe eine 7,6 Zentimeter breite, mit gekreuzten Dessins versehene Goldborte. Die Feldkappe war dieselbe wie die der Infanterieoffiziere.
Der Waffenrock der Artillerieingenieure bestand aus dunkelbraunem Tuch und war mit je acht weißen, glatten Knöpfen zweireihig geknöpft. Aufschläge und Passepoils waren von scharlachroter Farbe. Die Bluse war aus dunkelbraunem Schafwollstoff mit roten Parolis.
Die Ingenieure waren sogenannte Beamte mit Portepee und trugen als Rangabzeichen Rangsterne gemäß ihrer militärischen Rangstufe. Ingenieure im Stabsoffiziersrang hatten zusätzlich eine 3,3 Zentimeter breite, der Hutkrempenborte entsprechende Borte am Kragen und den Ärmeln. Bedingt durch die weißen Rockknöpfe, waren die Borten gemäß Vorschrift in Gold und die Rangsterne in Silber ausgeführt.
Die Pantalons waren aus blaugrauem Tuch mit scharlachroten Passepoils.
Der Mantel entsprach, jedoch mit scharlachroter Passepoilierung und Parolis, dem der Infanterieoffiziere.

### Artilleriezeugsbeamte
Die Artilleriezeugsbeamten waren Beamte ohne Portepee und unterschieden sich daher von den Artillerieingenieuren. Sie trugen den gleichen Stulphut, jedoch für alle Rangklassen nur ein schwarzes Seidenband um die Krempe. Der Hut hatte am oberen Rand einen Besatz aus Straußenfedern. Die Feldkappe entsprach derjenigen der Infanterieoffiziere. Der Waffenrock war der gleiche wie bei den Artillerieingenieuren, jedoch mit gelben Knöpfen. Die Dienstgradabzeichen waren gemäß den Vorschriften für Militärbeamte ohne Portepee keine Sterne, sondern für die unteren Beamten kleine goldene Rosetten. Für die XI. Rangklasse eine, die X. Rangklasse zwei und für die IX. Rangklasse drei solcher Rosetten. Die VIII. VII. und VI. Rangklasse hatte am Kragen und an den Ärmeln eine 3,3 Zentimeter breite dessinierte Goldborte und ein, zwei oder drei silberne Rosetten.
Die übrige Adjustierung war wie bei den Artillerieingenieuren.

## Verwendung

### Feldartillerie

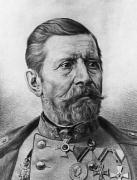
Die von Franz Freiherr von Uchatius
(1811–1881) erfundene Stahlbronze wurde für einen Großteil der Geschütze verwendet.

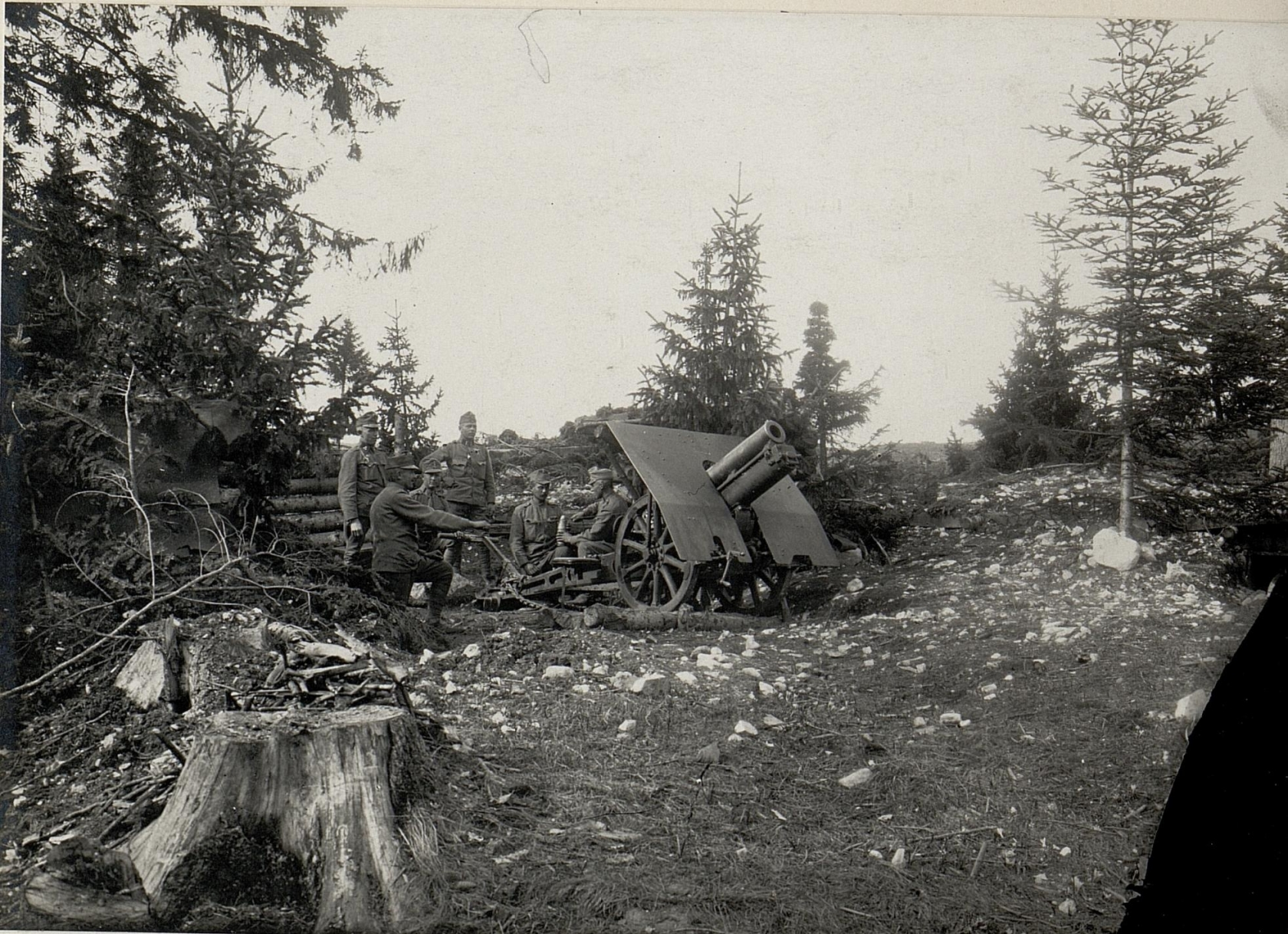
7,5-cm-Gebirgshaubitze

Bei Kriegsbeginn 1914 waren die aktiven Einheiten der Feld- und Gebirgsartillerie zum großen Teil mit veraltetem Geschützmaterial ohne Rohrrücklauf ausgerüstet. Auch verwendete Österreich Geschütze als einzige Kriegspartei noch hauptsächlich aus Stahlbronze. Das Material galt im Krieg als veraltet und war ein Grund für die Unterlegenheit der Artillerie.
Alfred Jansa berichtet in seinen Memoiren, dass den Österreichern die Unterlegenheit der 7-cm-Gebirgskanone M. 75 schon 1912 bekannt war. Man hatte sich sogar die Canon de 75 mm modèle 1912 Schneider vorführen lassen. Während die alte österreichische Kanone eine Schussweite von 3 km hatte, konnte das moderne französische Geschütz 7,5 km weit schießen. Zwischen beiden Konstruktionen lagen 40 Jahre Entwicklungszeit. Auf Druck von Franz Conrad von Hötzendorf wurde die Neukonstruktion der 7,5-cm-Gebirgs-Kanone M.15 forciert. Erik von Merizzi und Oskar Potiorek verzögerten aber die Einführung um mindestens ein Jahr durch Einwendungen und Anforderungen von weiteren Gutachten. Jansa beschreibt, dass dies bewusst gemacht wurde, da zwischen Potiorek und Conrad ein starker Konkurrenzkampf vorhanden war. Merizzi soll dies gegenüber Jansa zugegeben haben. Die Folge dieser Intrige war, dass man im Krieg mit veralteten Geschützen kämpfen musste und die neuen Geschütze verzögert eingeführt wurden.
Im Serbienfeldzug 1914 galt z. B. die 7-cm-Gebirgskanone M. 75 den französischen Geschützen wie der Canon de 75 mm modèle 1912 Schneider als deutlich unterlegen. Auch im Vergleich mit der russischen Artillerie zeigten sich Probleme, so war die 10-cm-Feldhaubitze M. 99 der Haubitze 122 mm M1910 (122-мм гаубица обр. 1910 гг.) hinsichtlich der Reichweite unterlegen. In der Folge entstanden eine ganze Reihe neuer Konstruktionen von Geschützen wie etwa die 10-cm-Feldhaubitze M. 14 oder die 10-cm-Gebirgshaubitze M. 16. Die Neukonstruktionen waren durchaus konkurrenzfähig, wurden aber überwiegend mit Stahlrohren ausgestattet.
Die technische Beschaffenheit des Geschützmaterials erlaubte es, die bereits bei Kriegsausbruch vorhandenen Typen ohne spektakuläre Änderungen bis zum Kriegsende einzusetzen. Da man jedoch aus Sparsamkeitsgründen keine sehr große Materialreserve angelegt hatte, war das Agrarland Österreich-Ungarn bis an die Grenzen seiner Leistungsfähigkeit damit beschäftigt, die kurz nach dem Kriegsbeginn bereits sehr hohen Verluste der Feldartillerie aus den Kämpfen gegen Russland auszugleichen. Nachdem am 23. Mai 1915 auch Italien – nicht überraschend auf der Seite der Alliierten – in den Krieg eingetreten war, blieb für diesen Kriegsschauplatz nahezu nichts an Geschützen übrig. An der Cima Busazza (Adamello-Presanella-Gruppe) leistete eine 6,5-cm-Gebirgskanone M 61 mit einem Bronzerohr noch gute Dienste. Geschütze wurden auf den höchsten Gipfeln des Hochgebirges dringend gebraucht und unter größten Mühen schleppten 300 russische Kriegsgefangene zwei Gebirgshaubitzen auf den Ortler-Vorgipfel. Der immense Munitionsbedarf an der Isonzofront und in Russland machte sich im Hochgebirge stark bemerkbar. Ein regelrechter Artilleriekampf kam hier nicht zustande, da die Herbeischaffung der Munition für die in den unwegsamsten Gebieten des Hochgebirges aufgestellten Geschütze mit den größten Schwierigkeiten verbunden war und man sich die kostbaren Granaten so lange als möglich aufsparte. Auch war es im Hochgebirge selten möglich und oftmals auch nicht notwendig, mehr als ein Geschütz zu platzieren.

### Festungsartillerie
Die Festungsartillerie diente dazu, in den festen Plätzen (Festungen) die Festungsgeschütze und Scheinwerfer zu bedienen; andererseits oblag ihr die Aufgabe, bei Belagerungen mit schwerem und überschwerem Gerät Festungen und Forts sturmreif zu schießen. Nicht alle Regimenter waren auch auf Festungen untergebracht; eine nicht geringe Anzahl der Einheiten war nur teilaktiv, da man im Frieden, auch aus Kostengründen, die Notwendigkeit einer kompletten Festungsbesatzung nicht sah und man daher auf die schwere Artillerie verzichtete. Im Laufe des Ersten Weltkrieges wurde die Festungsartillerie mehrfach den Anforderungen angepasst und mit dem notwendigen verbesserten Material ausgestattet.
| Friedenssollbestand der Festungsartillerie 1914:                                | Friedenssollbestand der Festungsartillerie 1914: |
| ------------------------------------------------------------------------------- | ------------------------------------------------ |
| Festungsartillerieregiment 1–3 je 61 Offiziere und 1261 Mannschaften            |                                                  |
| Festungsartillerieregiment 4–6 je 43 Offiziere und 844 Mannschaften             |                                                  |
| Festungsartilleriebataillon 1–10 je Batterie vier Offiziere und 98 Mannschaften |                                                  |

| Festungsartillerie – Geschützmaterial (Sollbestand 1914)                                                    | Festungsartillerie – Geschützmaterial (Sollbestand 1914)                                   |
| --- | ------------------------------------------------------------------------------------------ |
| Festungsartillerieregiment Nr. 1 – „Kaiser Franz-Joseph“                                                    |                                                                                            |
| Ein Bataillon mit zwei 30,5-cm-Mörserbatterien und zwei 15-cm-schweren Haubitzbatterien                     | Drei Bataillone mit je einer 24-cm-Mörserbatterie und drei 15-cm-schweren Haubitzbatterien |
| Ein Bataillon mit vier Kompanien als Festungsbesatzungen                                                    |                                                                                            |
| Festungsartillerieregiment Nr. 2 – „Eduard von Beschi“                                                      |                                                                                            |
| Zwei Bataillone mit je zwei 30,5-cm-Mörserbatterien und zwei 15-cm-schweren Haubitzbatterien                | Ein Bataillon mit einer 24-cm-Mörserbatterie und drei 15-cm-schweren Haubitzbatterien      |
| Ein Bataillon mit vier Kanonenbatterien                                                                     | Zwei Bataillone mit je vier Kompanien als Festungsbesatzungen                              |
| Festungsartillerieregiment Nr. 3 – „Franz Ulrich Kinksky, Fürst zu Vichnitz und Tettau“                     |                                                                                            |
| Ein Bataillon mit einer 24-cm-Mörserbatterie und drei 15-cm-schweren Haubitzbatterien                       | Ein Bataillon mit zwei 30,5-cm-Mörserbatterien und zwei 15-cm-schweren Haubitzbatterien    |
| Ein Bataillon mit zwei 24-cm-Mörserbatterien und zwei 15-cm-schweren Haubitzbatterien                       | Ein Bataillon mit vier Kanonenbatterien                                                    |
| Ein Bataillon mit vier Kompanien als Werksbesatzungen                                                       |                                                                                            |
| Festungsartillerieregiment Nr. 4 – „Graf Colloredo-Mels und Wallsee“                                        |                                                                                            |
| Neun Bataillone mit je vier Kompanien als Festungsbesatzungen                                               |                                                                                            |
| Festungsartillerieregiment Nr. 5 – „General Theodor von Rouvroy“                                            |                                                                                            |
| Sieben Bataillone mit je vier Kompanien                                                                     | Zwei Bataillone mit je zwei Kompanien als Festungsbesatzungen                              |
| Festungsartillerieregiment Nr. 6 – „Adolf Kollarz“                                                          |                                                                                            |
| Ein Bataillon mit einer Mörserbatterie 24 cm, zwei schweren 15-cm-Haubitzbatterie und einer Kanonenbatterie |                                                                                            |
| Festungsartilleriebataillon Nr. 1                                                                           |                                                                                            |
| Vier Kompanien Festungsbesatzungen                                                                          | Eine Reservekompanie, eine Marschkompanie                                                  |
| Festungsartilleriebataillon Nr. 2                                                                           |                                                                                            |
| Vier Kompanien als Festungsbesatzungen                                                                      |                                                                                            |
| Festungsartilleriebataillon Nr. 3                                                                           |                                                                                            |
| Vier Kompanien Festungsbesatzungen                                                                          |                                                                                            |
| Festungsartilleriebataillon Nr. 4                                                                           |                                                                                            |
| Vier Kompanien Festungsbesatzungen                                                                          |                                                                                            |
| Festungsartilleriebataillon Nr. 5                                                                           |                                                                                            |
| Vier Marschkompanien Festungsbesatzung                                                                      | Vier Reservekompanien Festungsbesatzung                                                    |
| Zwei Mörserbatterien 30,5 cm                                                                                | Zwei schwere 15-cm-Haubitzbatterien                                                        |
| Festungsartilleriebataillon Nr. 6                                                                           |                                                                                            |
| Vier Kompanien Festungsbesatzungen                                                                          |                                                                                            |
| Festungsartilleriebataillon Nr. 7                                                                           |                                                                                            |
| Vier Kompanien Festungsbesatzungen                                                                          |                                                                                            |
| Festungsartilleriebataillon Nr. 8                                                                           |                                                                                            |
| Zwei Mörserbatterien 30,5 cm                                                                                | Zwei schwere 15-cm-Haubitzbatterien                                                        |
| Festungsartilleriebataillon Nr. 9                                                                           |                                                                                            |
| Vier Kanonenbatterien                                                                                       |                                                                                            |
| Festungsartilleriebataillon Nr. 10                                                                          |                                                                                            |
| Zwei 30,5-cm-Mörserbatterien                                                                                | Zwei Kanonenbatterien                                                                      |

Bei der Mobilmachung im Jahr 1914 ergab sich dann zunächst folgende Geschützbestückung für die aktiven Einheiten:
| Festungsartillerieregiment Nr. 1                     |                                                |
| Zwei Batterien 30,5-cm-Belagerungsmörser M 11 (mot.) | Drei Batterien 24-cm-Mörser M 98 (mot.)        |
| Sieben Batterien 15-cm-Haubitzen M 99 (bespannt)     | Vier Batterien 12-cm-Kanonen M 80 (bespannt)   |
| Festungsartillerieregiment Nr. 2                     |                                                |
| Vier Batterien 30,5-cm-Belagerungsmörser M 11 (mot.) | Eine Batterie 24-cm-Mörser M 98 (mot.)         |
| Sieben Batterien 15-cm-Haubitzen M 99 (bespannt)     | Vier Batterien 12-cm-Kanonen M 80 (bespannt)   |
| Festungsartillerieregiment Nr. 3                     |                                                |
| Zwei Batterien 30,5-cm-Belagerungsmörser M 11 (mot.) | Drei Batterien 24-cm-Mörser M 98 (mot.)        |
| Sieben Batterien 15-cm-Haubitzen M 99 (bespannt)     | Vier Batterien 12-cm-Kanonen M 80 (bespannt)   |
| Festungsartillerieregiment Nr. 4                     |                                                |
| Drei Batterien 30,5-cm-Belagerungsmörser M 11 (mot.) |                                                |
| Sieben Batterien 15-cm-Haubitzen M 99 (bespannt)     | Vier Batterien 12-cm-Kanonen M 80 (bespannt)   |
| Festungsartilleriebataillon Nr. 5                    |                                                |
| Zwei Batterien 30,5-cm-Belagerungsmörser M 11 (mot.) | Zwei Batterien 15-cm-Haubitzen M 99 (bespannt) |
| Festungsartilleriebataillon Nr. 8                    |                                                |
| Zwei Batterien 30,5-cm-Belagerungsmörser M 11 (mot.) | Zwei Batterien 15-cm-Haubitzen M 99 (besp.)    |
| Festungsartilleriebataillon Nr. 9                    |                                                |
| Vier Batterien 12-cm-Kanonen (bespannt)              |                                                |
| Festungsartilleriebataillon Nr. 10                   |                                                |
| Eine Batterie 24-cm-Mörser M 98 (mot.)               | Eine Batterie 24-cm-Mörser M 98 (bespannt)     |
| Zwei Batterien 12-cm-Kanonen M 80 (bespannt)         |                                                |

## Erster Weltkrieg
Bereits zu Kriegsbeginn zeichnete sich ab, dass die Artillerie in allen Belangen an ihre Grenzen stieß. Das betraf sowohl die Anzahl an Geschützen, als auch der Nachersatz und die Munitionsfertigung. Als sich im Jahre 1915 mit dem Krieg gegen Italien eine neue Front eröffnete, war man auf alles angewiesen, was irgendwie noch zu gebrauchen war – einschließlich der in den Kasematten der Festungen der zweiten und dritten Linie (wie Theresienstadt oder Komorn) langst vergessen gewesenen Festungsgeschütze vom Typ M 61 und M 61/95 auf hölzernen Bocklafetten, die an dieser Front einen zweiten Frühling erlebten.
In den Jahren 1916 und 1918 wurde dann jeweils eine Umorganisation durchgeführt. Im April 1918 betrug der Bestand:
- 132 Feldartillerieregimenter
- 66 schwere Feldartillerieregimenter
- 68 Gebirgsartillerieabteilungen
- 12 Kavallerie-Feldartillerieregimenter
- 12 schwere Kavallerie-Feldartilleieregimenter

Im Verlauf des Krieges wurde die Festungsartillerie (ab 1917 umbenannt in „Schwere Artillerie“) mit neuen und leistungsstärkeren Geschützen ausgerüstet. In den Zulauf kamen die 38-cm-Haubitze M 16, die 42-cm-Haubitze M 14 und M 16, die 24-cm-Langrohrkanone M 16, sowie zwei Exemplare der 35-cm-Schiffskanone (eine davon mit dem Namen „Georg“)
Verstärkt wurde das:
- FA Rgt. Nr.2 durch die 3. Marschkompanie mit einer 42-cm-Haubitze und 8. Marschkompanie mit einer 24-cm-Kanone
- FA Rgt. Nr. 2 durch die 21. Feldkompanie mit einer 42-cm-Haubitze
- FA Rgt. Nr. 4 durch zwei unabhängige Kompanien mit je einer 42-cm-Haubitze
- FA Rgt. Nr. 7 (neu aufgestellt) durch 1. und 2. Reservekompanie mit je einer 38-cm-Haubitze und zwei Reservekompanien mit je einer 35-cm-Schiffskanone.

Nach dem in Herbst 1917 vorgelegten Ausrüstungsschema sollte sich die Schwere Artillerie wie folgt gliedern und ausgestattet werden:
Schwere Artillerieregimenter Nr. 1 und Nr. 6
- I. Abteilung

1. Batterie: 38-cm-Haubitze
2. Batterie: 38-cm-Haubitze
3. Batterie: 24-cm-Kanone
4. Batterie: 24-cm-Kanone
- II. Abteilung

1. Batterie: 30,5-cm-Mörser
2. Batterie: 30,5-cm-Mörser
3. Batterie: 15-cm-Autohaubitze M 15
4. Batterie: 15-cm-Autokanone
- III. Abteilung

1. Batterie: 38-cm-Haubitze
2. Batterie: 38-cm-Haubitze
3. Batterie: 24-cm-Kanone
4. Batterie: 24-cm-Kanone
- IV. Abteilung

1. Batterie: 30,5-cm-Mörser
2. Batterie: 30,5-cm-Mörser
3. Batterie: 15-cm-Autohaubitze M 15
4. Batterie: 15-cm-Autokanone
Schwere Artillerieregimenter Nr. 2, Nr. 3, Nr. 7, Nr. 9 und Nr. 10
- I. Abteilung

1. Batterie: 30,5-cm-Mörser
2. Batterie: 30,5-cm-Mörser
3. Batterie: 15-cm-Autohaubitze M 15
4. Batterie: 15-cm-Autokanone
- II. Abteilung

1. Batterie: 30,5-cm-Mörser
2. Batterie: 30,5-cm-Mörser
3. Batterie: 15-cm-Autohaubitze M 15
4. Batterie: 15-cm-Autokanone
- III. Abteilung

1. Batterie: 30,5-cm-Mörser
2. Batterie: 30,5-cm-Mörser
3. Batterie: 15-cm-Autohaubitze M 15
4. Batterie: 15-cm-Autokanone
- IV. Abteilung

1. Batterie: 30,5-cm-Mörser
2. Batterie: 30,5-cm-Mörser
3. Batterie: 15-cm-Autohaubitze M 15
4. Batterie: 15-cm-Autokanone
Schwere Artillerieregimenter Nr. 11, Nr. 12, Nr. 13 und Nr. 14
- I. Abteilung

1. Batterie: 15-cm-Haubitze M 14
2. Batterie: 15-cm-Haubitze M 14
3. Batterie: 15-cm-Haubitze M 14
4. Batterie: 10,4-cm-Feldkanone M 15
- II. Abteilung

1. Batterie: 15-cm-Haubitze M 14
2. Batterie: 15-cm-Haubitze M 14
3. Batterie: 15-cm-Haubitze M 14
4. Batterie: 10,4-cm-Feldkanone M 15
- III. Abteilung

1. Batterie: 15-cm-Haubitze M 14
2. Batterie: 15-cm-Haubitze M 14
3. Batterie: 15-cm-Haubitze M 14
4. Batterie: 10,4-cm-Feldkanone M 15
- IV. Abteilung

1. Batterie: 15-cm-Haubitze M 14
2. Batterie: 15-cm-Haubitze M 14
3. Batterie: 15-cm-Haubitze M 14
4. Batterie: 10,4-cm-Feldkanone M 15
Schwere Artillerieregimenter Nr. 4, Nr. 5 und Nr. 8
Ausstattung mit den vorhandene Küstengeschützen (35-cm-Marinekanone L/45 M.15 und Küstenhaubitze 42 cm)

## Neuorganisation der Festungsartillerie

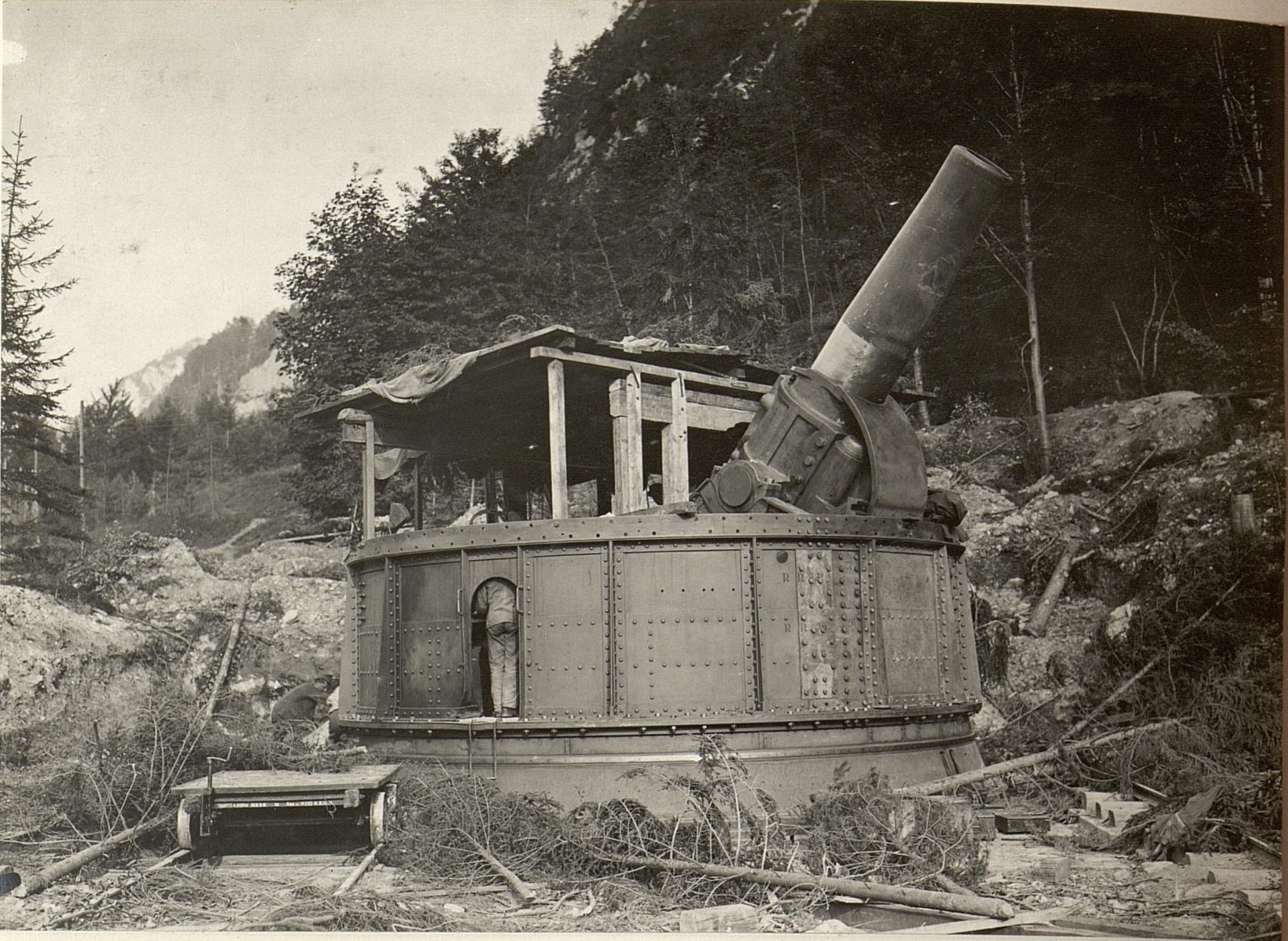
42-cm-Belagerungshaubitze M 14 im Canaltal 1917

Zu Beginn des Jahres 1918 wurde der bisher bestehende Brigadeverband für die Festungsartillerie aufgegeben und stattdessen vierzehn schwere Artillerieregimenter geschaffen. Hierbei wurden einige der Regimenter neben der ursprünglichen Materialausstattung noch zusätzlich mit schwersten Geschützen ausgestattet. Die Regimenter Nr. 4 und Nr. 5 gelangten nicht mehr zur Aufstellung, Nr. 8 nur mit zwei Kompanien.
Regimenter Nr. 11–14 waren mit ortsfestem Material zur Verteidigung der festen Plätze eingesetzt (Krakau, Przemyśl, Trient, Triest, Pola, Cattaro, Castelnuovo, Komorn, Peterwardein usw.).
- Schweres Artillerieregiment Nr. 1

1., 2., 9., und 10. Kompanie mit je einer 38-cm-Haubitze
3. und 4. Kompanie mit je einer 24-cm-Langrohrkanone (Geschütz Nr.: 1 und 2)
- Schweres Artillerieregiment Nr. 3

9., 10., 13. und 14. Kompanie mit je einer 42-cm-Haubitze
- Schweres Artillerieregiment Nr. 6

1., 2. und 9. Kompanie mit je einer 38-cm-Haubitze
Die 3. Kompanie sollte mit einer Langrohrkanone 24 cm (Geschütz Nr: 3) ausgestattet werden, diese Kanone kam jedoch nicht mehr zur Auslieferung.
- Schweres Artillerieregiment Nr. 8

(nur) 13. und 14. Kompanie mit je einer 42-cm-Haubitze
- Schweres Artillerieregiment Nr. 10

9. und 10. Kompanie mit je einer 42-cm-Haubitze

## Geschützarten bei der Österreichisch-Ungarischen Armee
- Kanonen = Rohrlänge von 20 bis 40 Kaliberlänge bei Flachfeuer bis 10 % max. Erhöhung
- Mörser = Rohrlänge von 6 bis 10 Kaliberlängen bei Steilfeuer bis 70 % max. Erhöhung
- Haubitzen = Rohrlänge von 10 bis 16 Kaliberlängen für Flach- und Steilfeuer

## Geschütztypen
Die folgenden stationären und mobilen Geschütztypen wurden von der k.u.k. Festungsartillerie zwischen 1914 und 1918 in den festen Plätzen eingesetzt.
Bei den mit * gekennzeichneten Geschützen handelte es sich um Turmgeschütze in drehbaren Panzerkuppeln.
- 6-cm-Kasemattkanone M.10
- 8-cm-Kasemattkanone M.9
- 8-cm-Schartendemontierkanone M.17
- 8-cm-Minimalschartenkanone M.98
- 8-cm-Panzerkanone M.94 P *
- 9-cm-Kanone M.75 und M.75/96
- 10-cm-Panzerhaubitze M.99 F und M.99 B *
- 10-cm-Panzerhaubitze M.5 und M.6 F *
- 10-cm-Turmhaubitze M 9 *
- 12-cm- / 15-cm- / 18-cm-Kanone M.61 und M.61/95
- 12-cm-Minimalschartenkanone M.80 und M.85
- 12-cm-Minimalschartenkanone M.96
- 15-cm-Panzerhaubitze M.94 und M.99 *
- 15-cm-Turmhaubitze M.15
- 15-cm-Autohaubitze M.15
- 15-cm-L/40-Belagerungskanone M.15 und M.15/16
- 15-cm-Mörser M.78
- 15-cm-Mörser M.80
- 15-cm-Panzermörser M.80 *
- 24-cm-Mörser M. 98 und M.98/07
- 24-cm-Kanone M.16
- 26-cm-Minenwerfer M.17
- 30,5-cm-M.11-Mörser, M.11/16 und M.16
- 38-cm-Belagerungshaubitze M.16
- 35-cm-Marinekanone L/45 M.15
- Küstenhaubitze 42 cm M.14, M.16 und M.17

Nach dem Ende des Ersten Weltkrieges gelangte das verbliebene Geschützmaterial zu einem großen Teil in die Hände der sogenannten „Nachfolgerstaaten“ und wurde dort noch über Jahrzehnte weiterverwendet. Sogar die deutsche Wehrmacht setzte (unter anderem) die 30,5-cm-Skoda-Mörser noch im Zweiten Weltkrieg ein.

## Erhalten gebliebene schwere Geschütze
Militärmuseum Bukarest
- 42-cm-Küstenhaubitze L/15 M 16 (nur Rohr und Bettung)
- 38-cm-Belagerungshaubitze M 16 (komplettes Geschütz Nr: 2)
- 30,5-cm-Mörser M 11 und 30,5-cm-Mörser M 16

Heeresgeschichtliches Museum Wien
- 38-cm-Belagerungshaubitze M 16 (komplettes Geschütz Nr: 6, aber ohne Rohrwagen)
- 24-cm-Mörser M 98

Kriegsmuseum Rovereto
- 30,5-cm-Mörser M 11

Armeemuseum Belgrad
- 30,5-cm-Mörser M 11

## Uniformierung

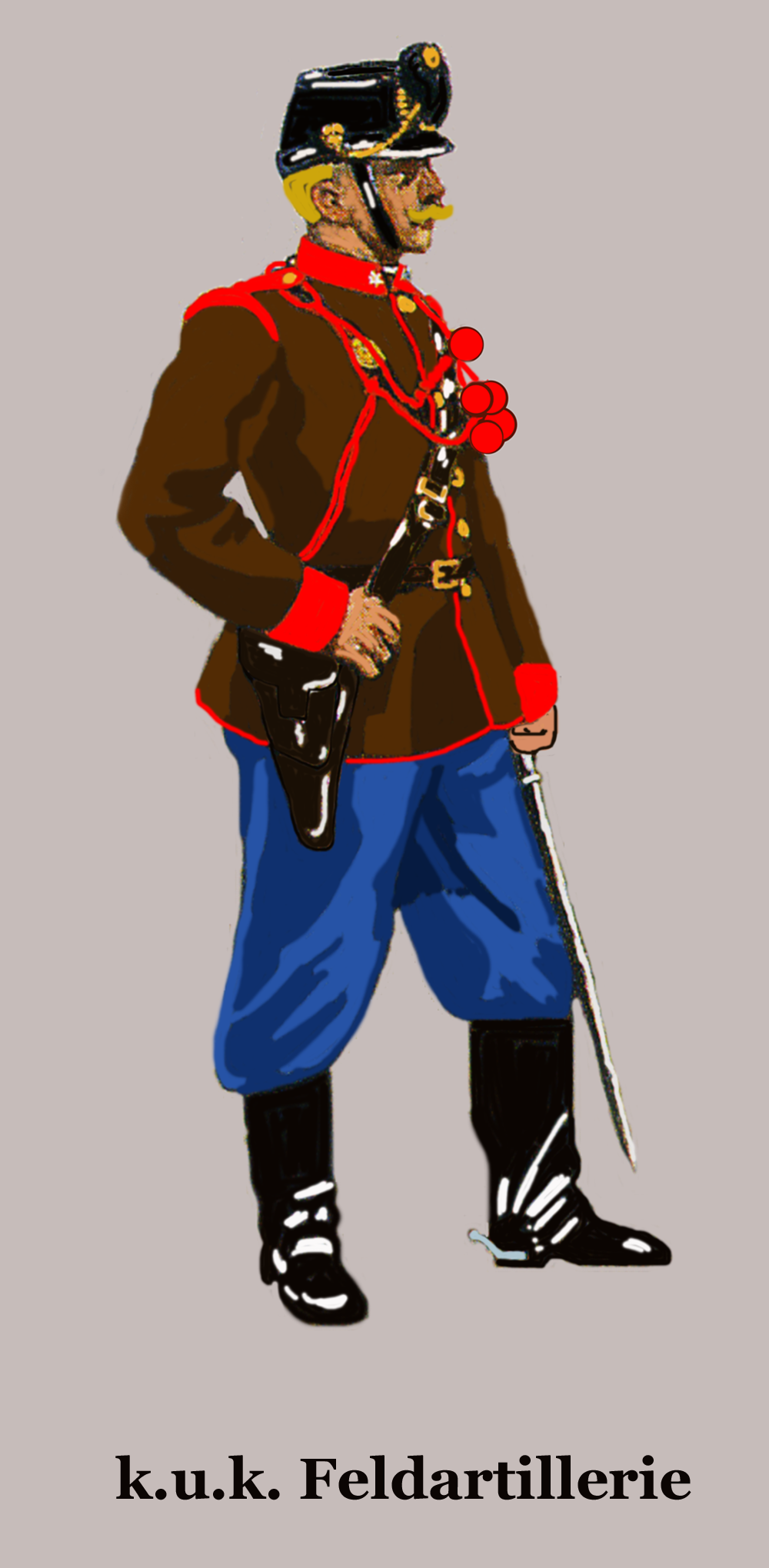
Feldartillerie (Vormeister in Parade)
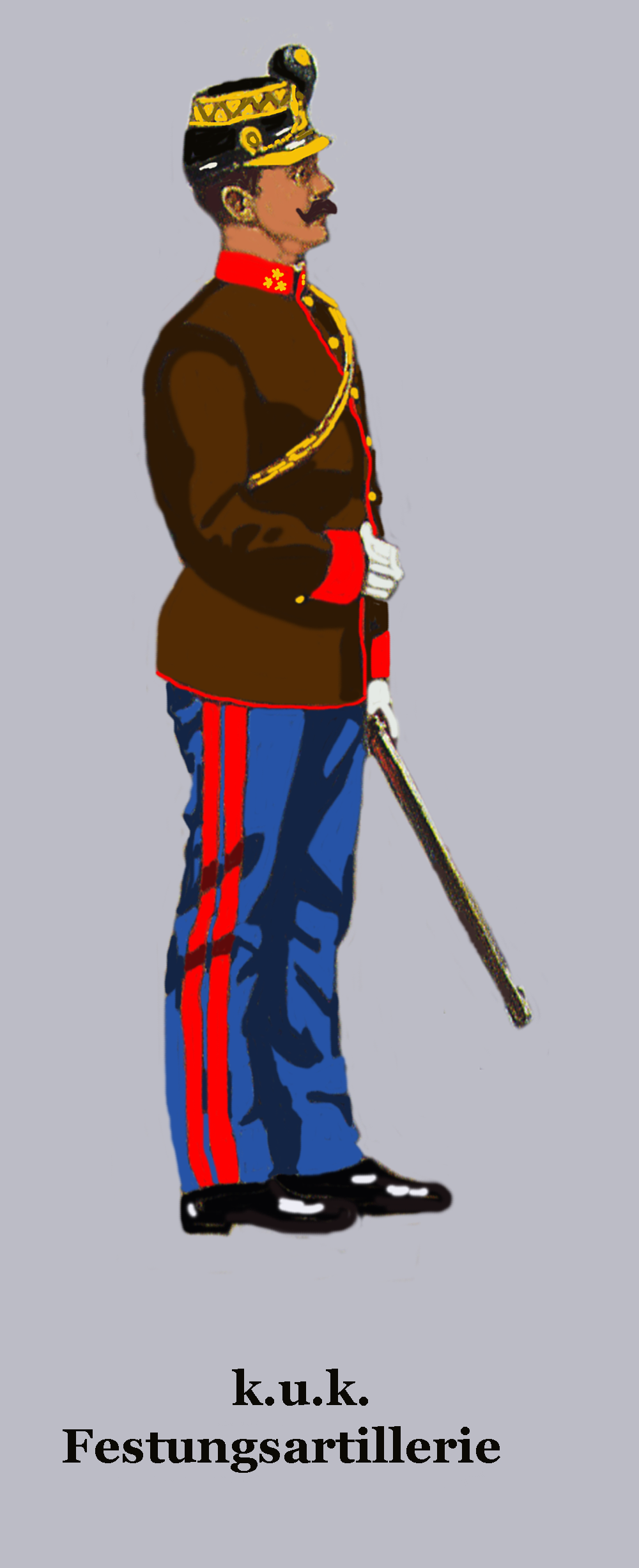
Festungsartillerie (Offizier/Parade bis 1908)
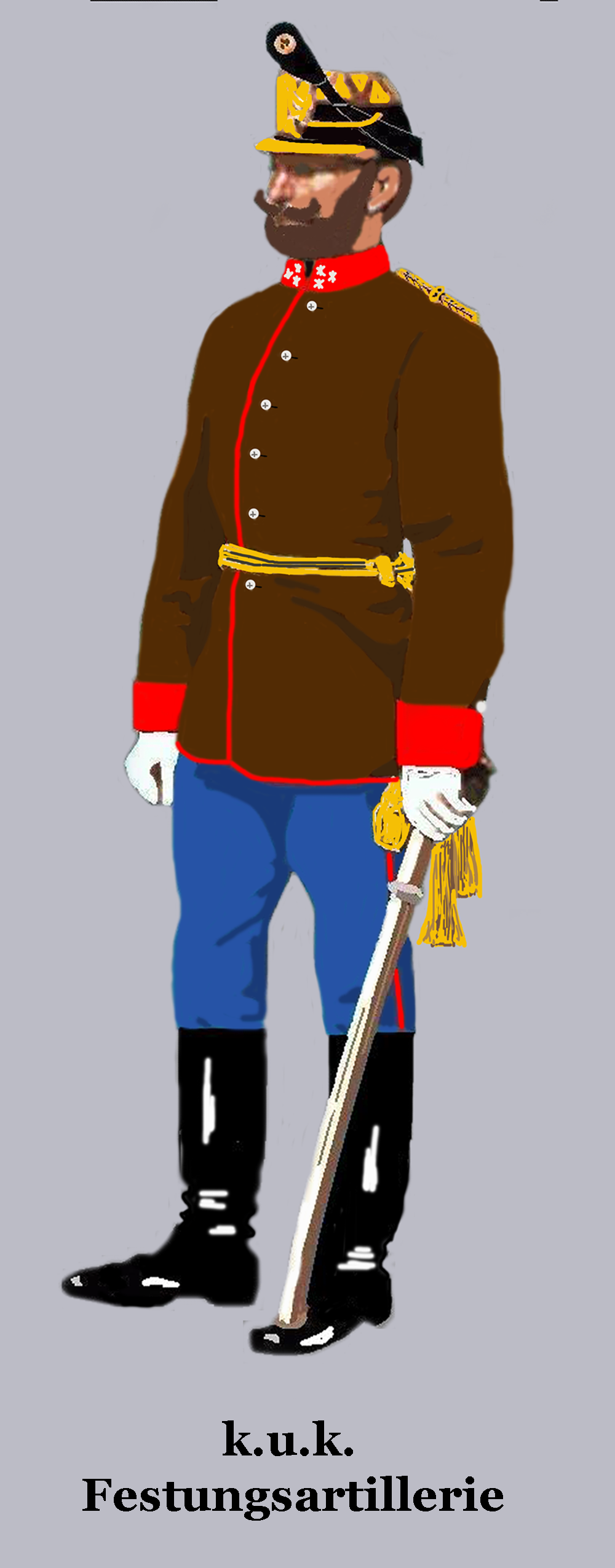
Festungsartillerie (Offizier/Parade nach 1908)
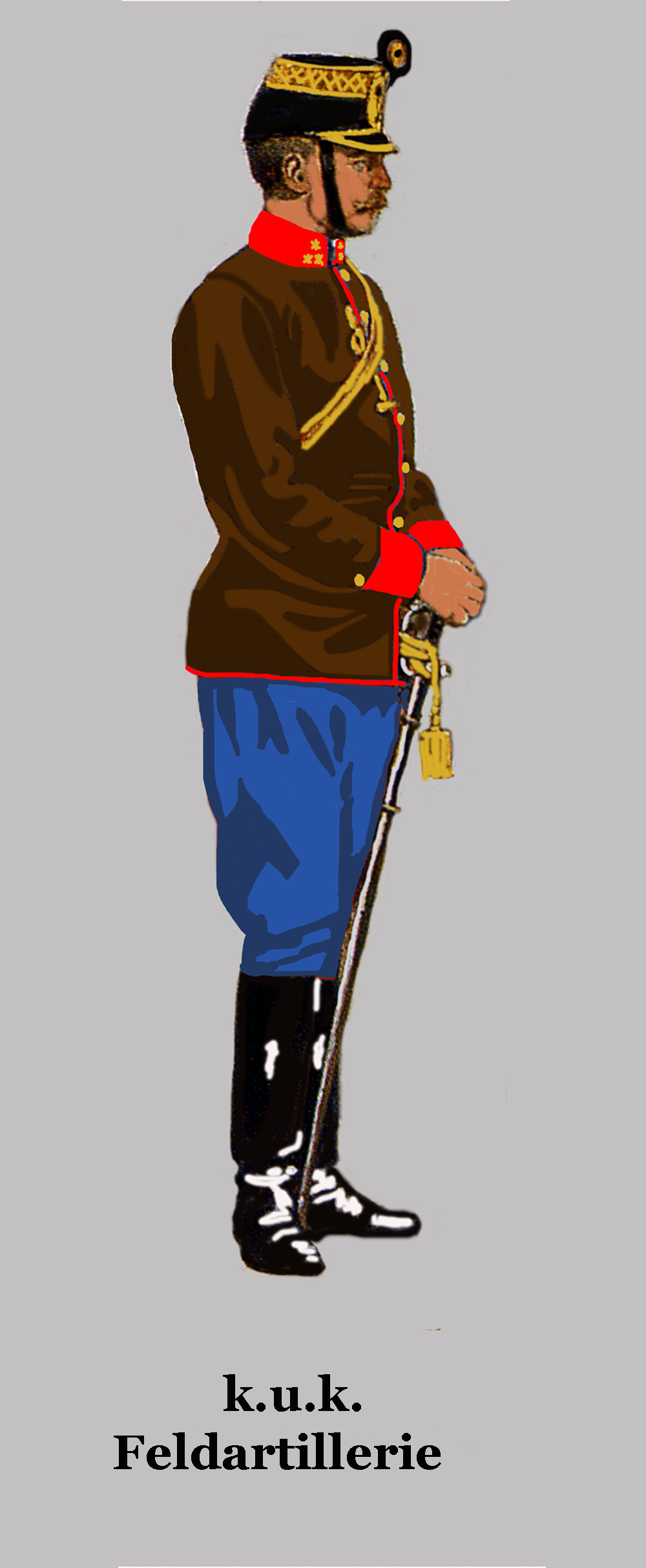
Feldartillerie (Offizier/Parade bis 1910)
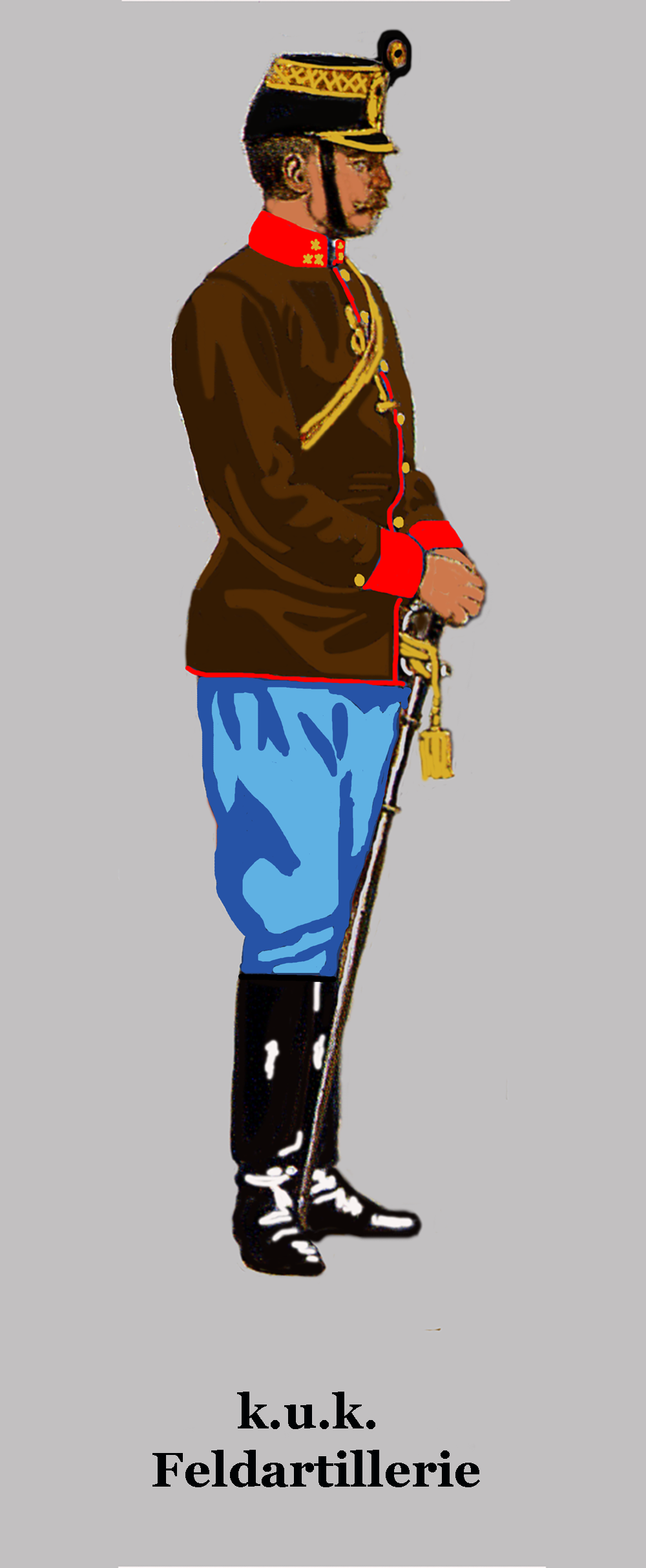
Feldartillerie (Offizier/Parade nach 1910)
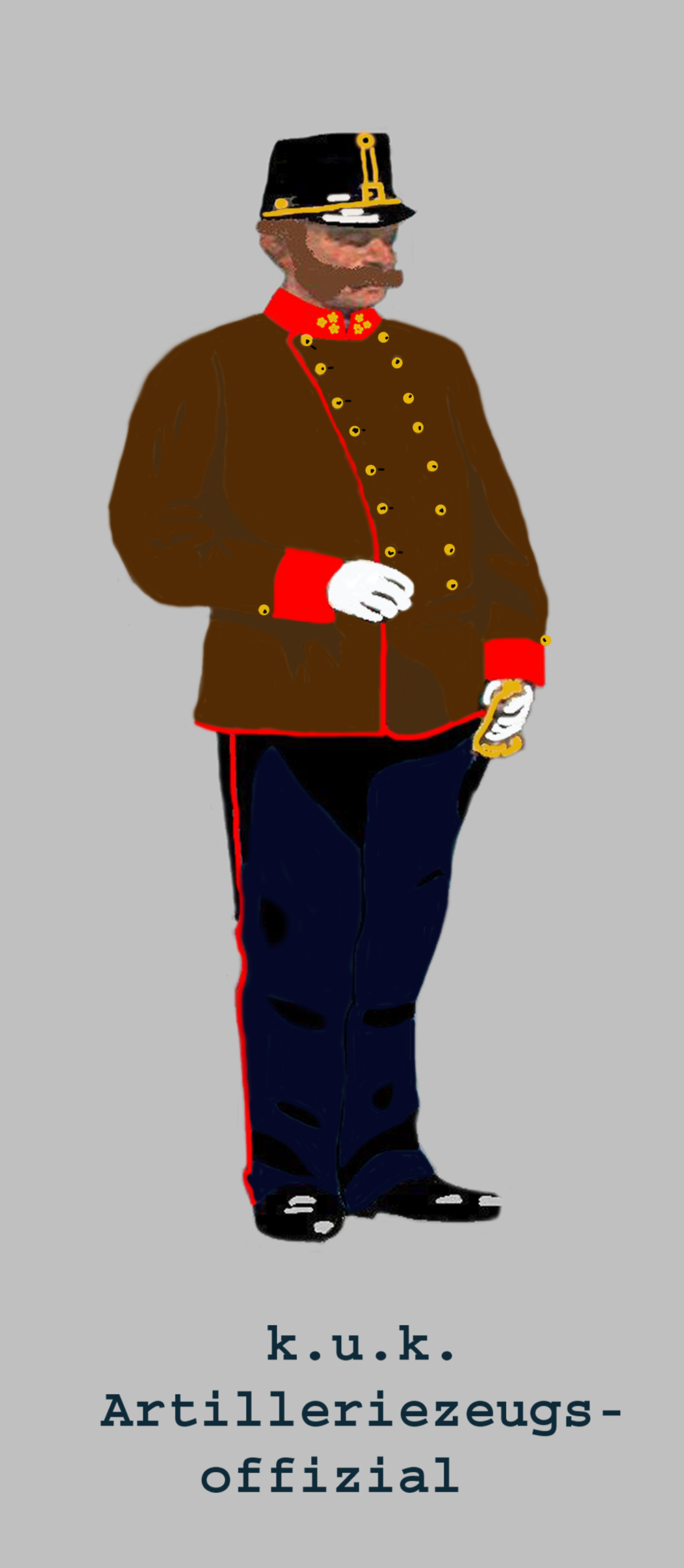
Artilleriezeugsoffizial
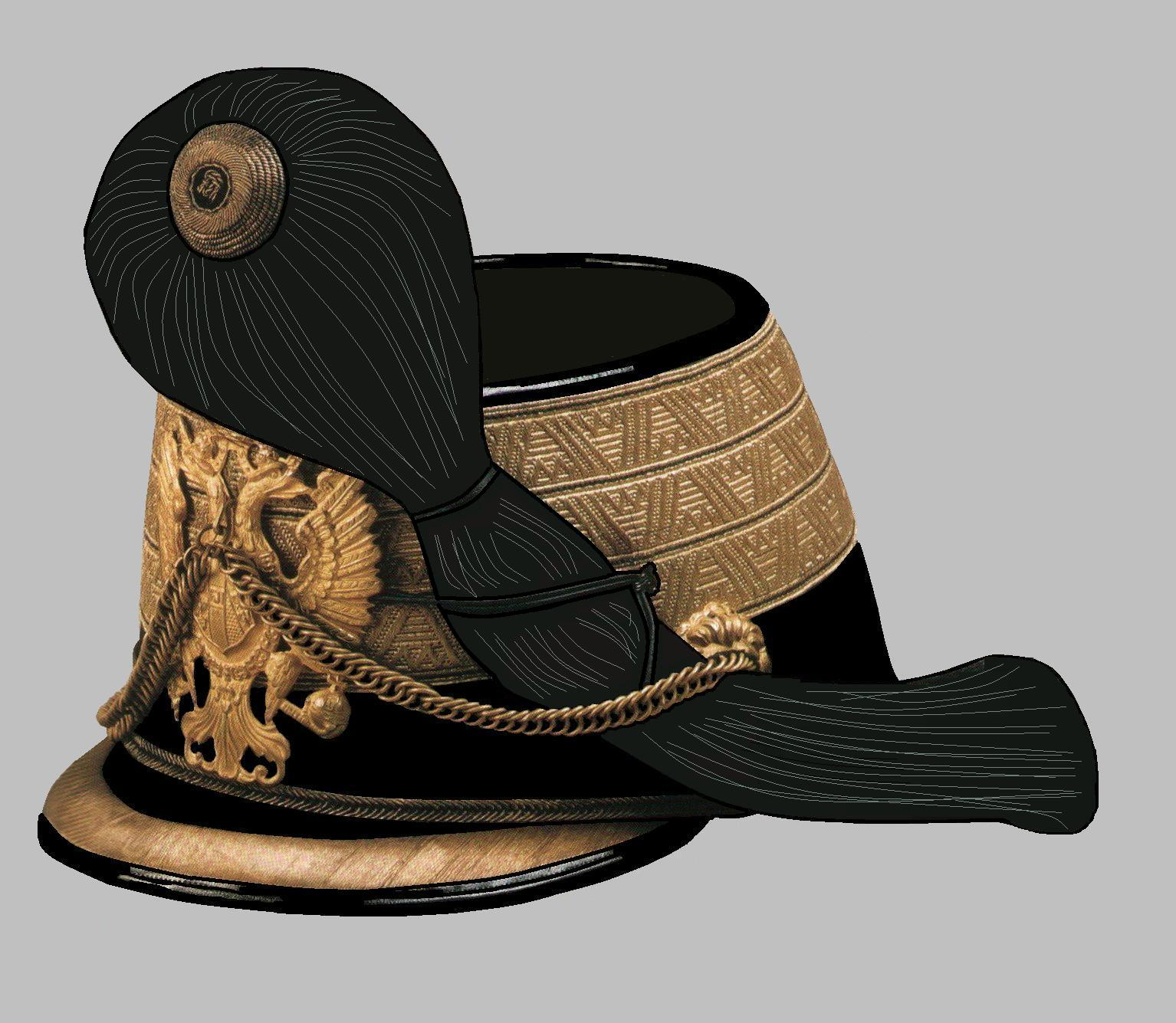
Tschako für Stabsoffiziere
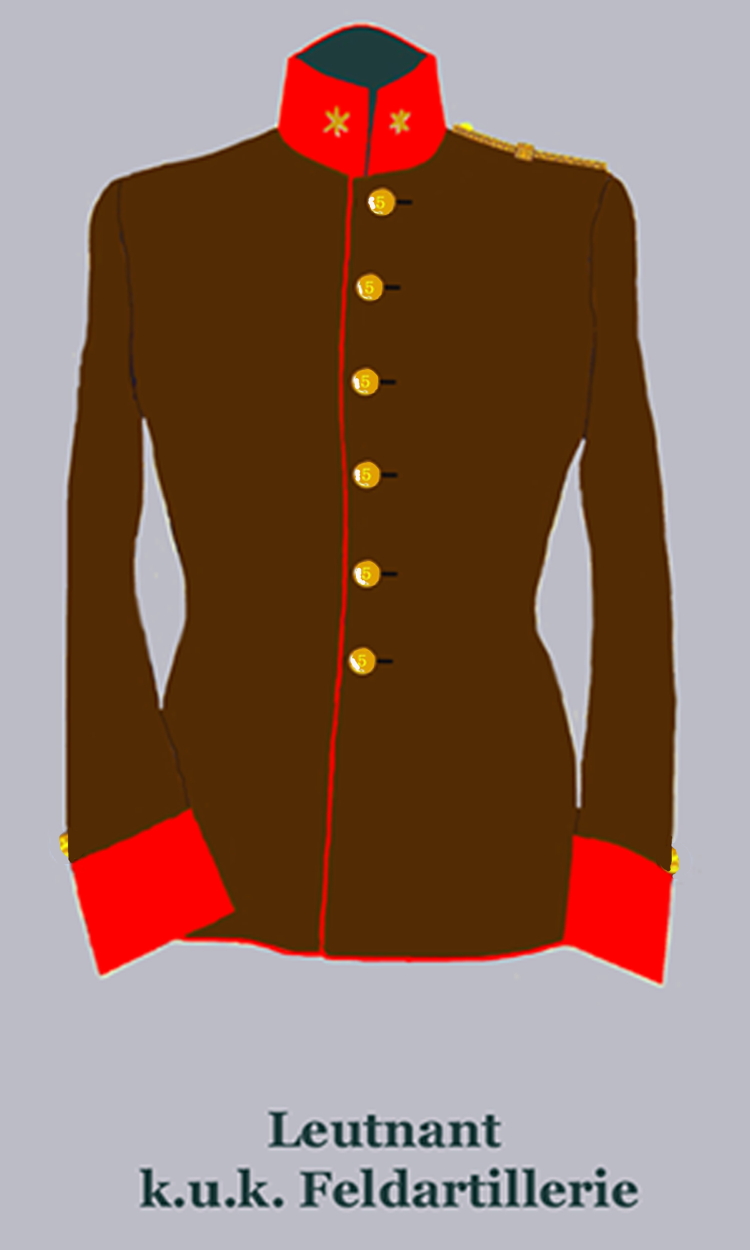
Waffenrock Feldartillerie/Offizier bis 1908
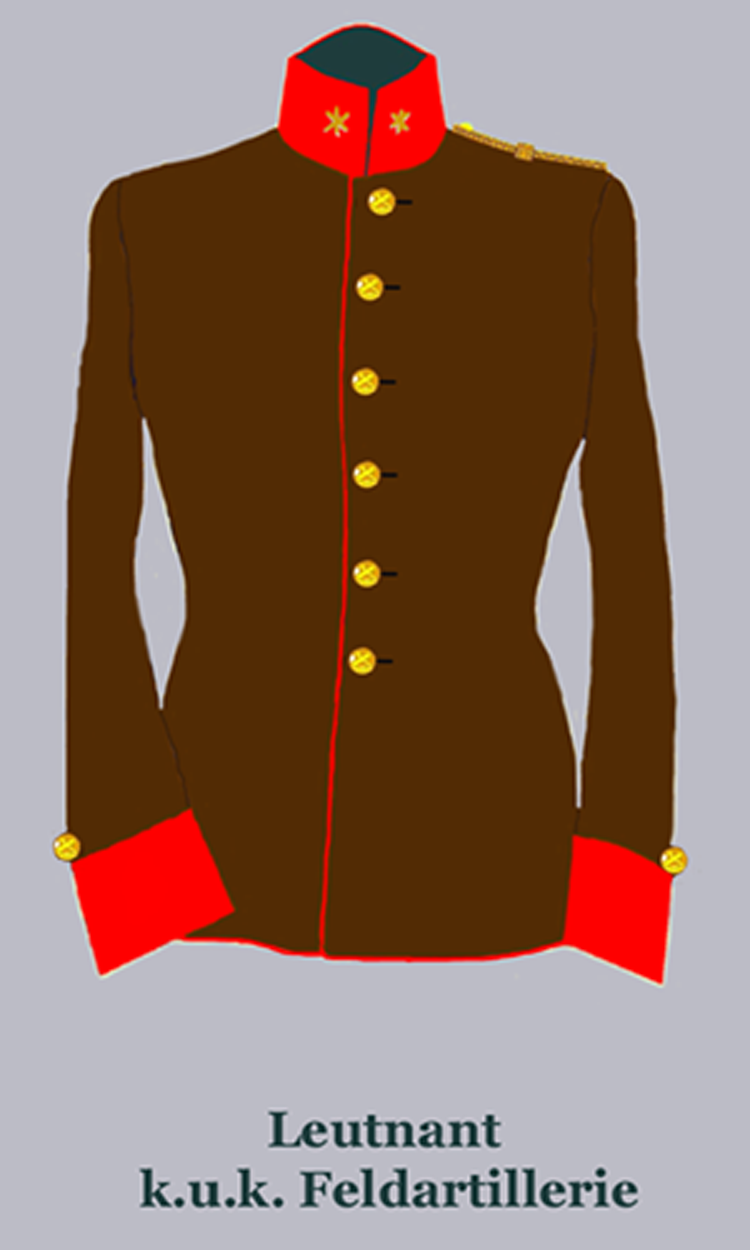
Waffenrock Feldartillerie/Offizier nach 1908
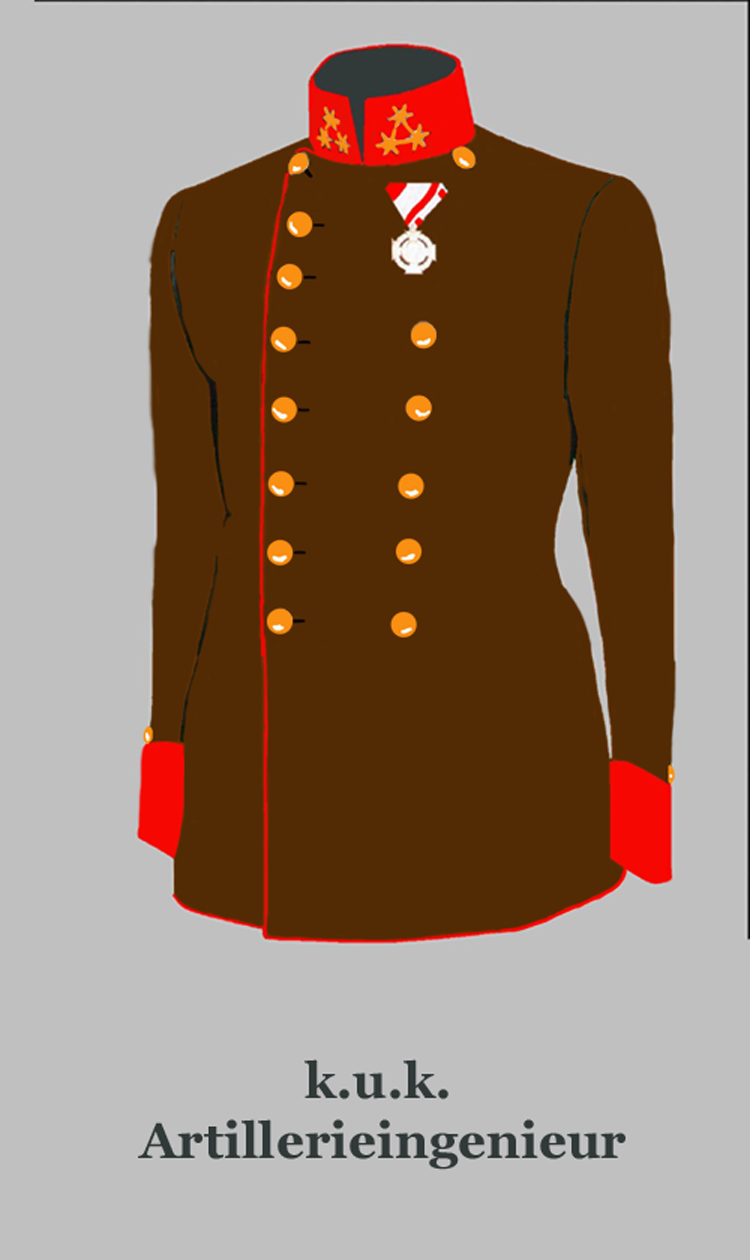
Waffenrock Artillerieingenieur
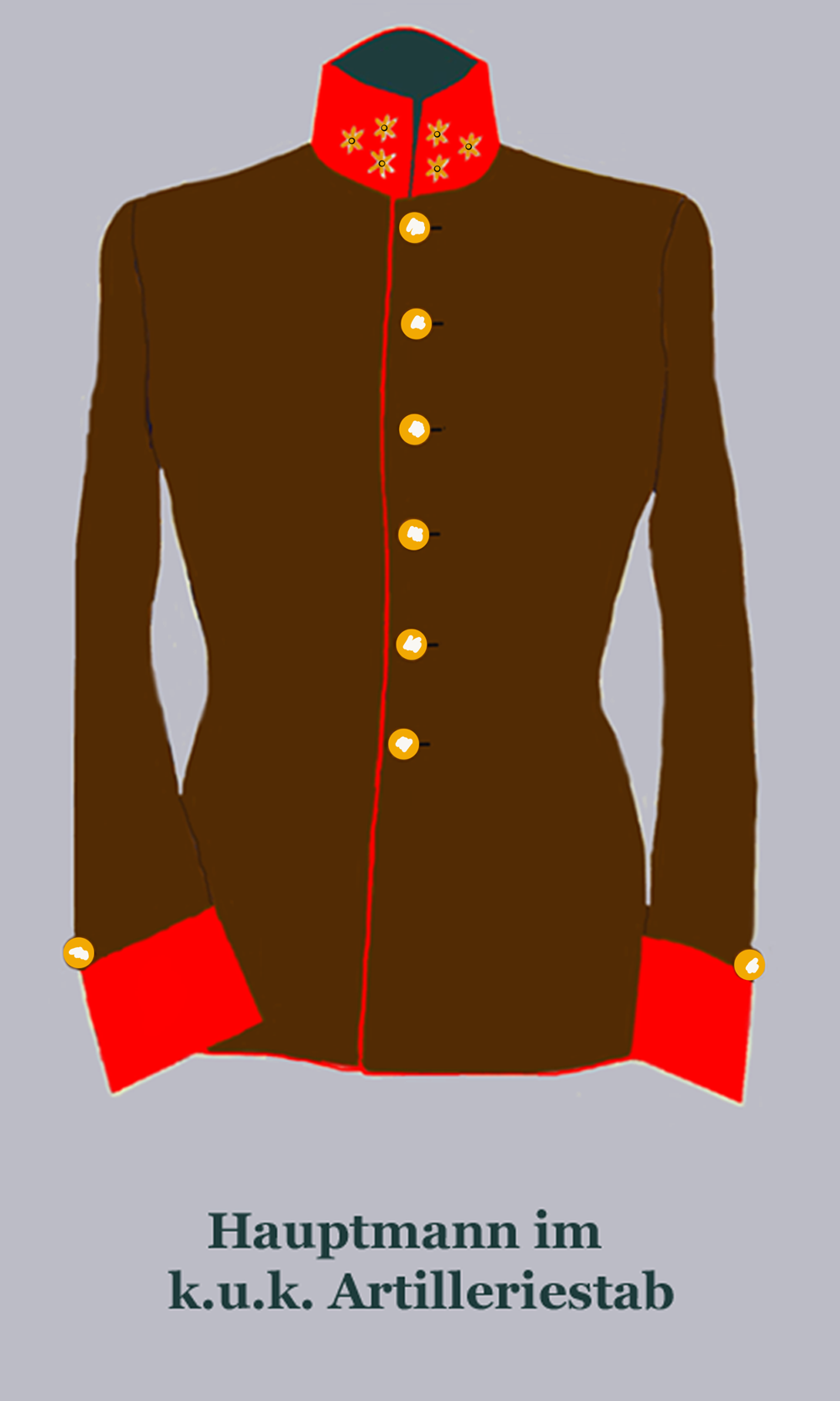
Waffenrock des Artilleriestabes

## Museale Rezeption

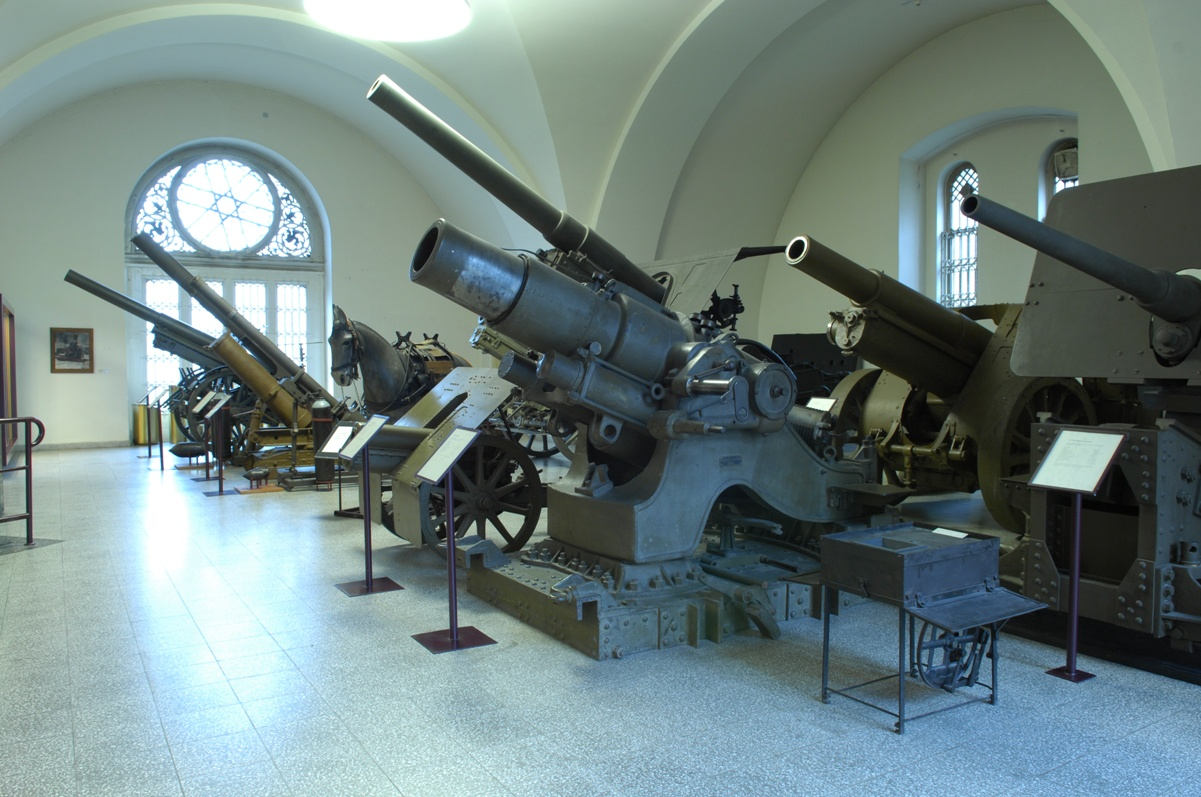
Sammlung verschiedener Geschütztypen des Ersten Weltkrieges im Heeresgeschichtlichen Museum

Die Geschichte der österreichisch-ungarischen Artillerie ist im Heeresgeschichtlichen Museum in Wien im Detail dokumentiert. So verfügte Österreich ab dem Jahr 1864 über Artillerie, die den gegnerischen Geschütztypen sowohl hinsichtlich der Schusspräzision als auch der Beweglichkeit überlegen waren, was durch die ausgestellte Feldkanone M 1863 verdeutlicht wird. Ausgestellt ist auch das berühmte „Ortler-Geschütz“, eine 7-cm-Gebirgskanone M 1899, welche in der Gipfelzone des Ortler auf 3.850 Meter in Stellung ging und somit die höchste Geschützstellung Europas bildete. Besonders beachtenswert ist die Geschützsammlung verschiedener Kaliber des Ersten Weltkrieges, welche durch eine vollständig erhaltene Haubitze M 1916 (Kaliber 38 cm) bekrönt wird. Die Artilleriesammlung des Heeresgeschichtlichen Museums ist hinsichtlich ihrer Größe, Vollständigkeit und ihres Erhaltungszustandes eine der berühmtesten weltweit.